# Список фильмов киностудии «Леннаучфильм»
Список фильмов киностудии «Леннаучфи́льм», также известной как Ленинградская кинофабрика № 1 «Техфильм» (1933—1936) и «Лентехфильм» (1936—1946), включает произведённые предприятием кинофильмы в хронологическом порядке. Охвачен период от создания в феврале 1933 года до утраты самостоятельности в феврале 2012 года, когда студия стала филиалом московского "Центра национального фильма. Список дополнен фильмами, выпущенными после реорганизации в форме присоединения к Киностудии имени М. Горького — как Филиал «Леннаучфильм» АО «ТПО „Киностудия имени М. Горького“» (Распоряжение Росимущества от 31 декабря 2014 года № 1355-р).

## 1933—1940

### 1935
1. Взвод топографической разведки — реж. Владимир Гребнёв
2. Семь барьеров — реж. Лазарь Анци-Половский, Павел Клушанцев

### 1936
1. Борьба за Киев — реж. Лазарь Анци-Половский

### 1937
1. Депутат верховного совета СССР Дыбенко — реж. Владимир Гребнёв
2. Неустрашимые — реж. Лазарь Анци-Половский, Павел Клушанцев

### 1940
1. Тыл танкового батальона — реж. Николай Фомин

## 1941—1950

### 1941
1. Зенитчики Балтики — реж. Владимир Гребнёв
2. Клятва балтийцев — реж. С. Иванов, Евгений Рубинштейн
3. Люди боевого эсминца — реж. Владимир Гребнёв
4. Совместное плавание кораблей — реж. Владимир Гребнёв
5. Умей владеть оружием врага — реж. Владимир Гребнёв
6. Фототелеграф — реж. Владимир Гребнёв

### 1943
1. Ленинградцы готовы к ПВХО — реж. Владимир Гребнёв
2. Чистота города в военное время — реж. Владимир Гребнёв

### 1945
1. Вулканы — реж. Георгий Бруссе
2. Ленинградские партизаны — реж. Владимир Гребнёв

### 1946
1. Гипертоническая болезнь — реж. Ной Галкин
2. Защита ж.-д. мостов в период весеннего паводка — реж. Владимир Гребнёв
3. Землетрясения — реж. Георгий Бруссе
4. Из записок врача — реж. Ной Галкин
5. Искусство Хохломы — реж. Андрей Чигинский
6. К вам приедет помощник — реж. Мария Клигман
7. Кавитация гребных винтов и её последствия — реж. Павел Шмидт
8. Ледоборьба — реж. Владимир Гребнёв
9. Луна — реж. К. Дик
10. Медицинский отбор специалистов военно-морского флота — реж. Оскар Галлай
11. Морская санитарная эвакуация — реж. Оскар Галлай
12. Не играй с огнём — реж. А. Гусева
13. Не теряй минуты при пожаре — реж. Евгений Рубинштейн
14. О подготовке фашистской Германии к химическому нападению — реж. Наум Угрюмов
15. Памятники зодчества Узбекистана — реж. Владимир Николаи
16. Петропавловская крепость — реж. Роман Мирвис
17. Погрузочный район и организация погрузки войск — реж. Зиновий Драпкин
18. Подготовка автомобиля для преодоления глубоких водных преград — реж. Владимир Гребнёв
19. Полярное сияние — реж. Павел Клушанцев
20. Ремонт двигателей. 1. Разборка и мойка двигателя — реж. Зиновий Драпкин
21. Ремонт двигателей. 2. Контроль деталей — реж. Зиновий Драпкин
22. Ремонт двигателей. 3. Стуки автомобильного двигателя — реж. Мария Багильдз
23. Ремонт двигателей. 4. Устранение неисправностей рулевого управления — реж. Владимир Гребнёв
24. Русский художественный фарфор — реж. Юрий Лотоцкий
25. Танковый взвод в составе штурмовой группы — реж. В. Губечев
26. Физиология и патология водолазного труда — реж. И. Абрамович
27. Школьники, помогайте пожарным — реж. Роберт Майман
28. Эксплоатация отопительной котельной — реж. Юрий Лотоцкий
29. Это может случиться — реж. Юрий Лотоцкий

### 1947
1. Нити из крови человека — реж. Владимир Гребнёв
2. Растения-хищники — реж. Георгий Бруссе
3. Это может случиться! — реж. Владимир Гребнёв

### 1948
1. Водолазная техника — реж. Владимир Гребнёв
2. Записные книжки Чехова — реж. Мария Клигман
3. Метеориты — реж. Павел Клушанцев
4. Тракторная бригада МТС — реж. Владимир Гребнёв

### 1949
1. Архитектурные ансамбли Росси — реж. Роберт Майман
2. Воздушный душ — реж. Владимир Гребнёв
3. Волшебные полосы — реж. Владимир Гребнёв
4. Газовый наркоз — реж. Владимир Гребнёв
5. Зодчий Василий Стасов — реж. Евгений Рубинштейн
6. Ленинградская здравница / Зеленогорск — реж. Семён Миллер, Георгий Бруссе
7. Секрет узелка — реж. Владимир Гребнёв

### 1950
1. Живопись Шишкина — реж. Владимир Гребнёв
2. По Кировской области — реж. Роберт Майман
3. Полуостров Канин — реж. Сергей Бартенев
4. Пушкин в Петербурге — реж. Николай Береснёв

## 1951—1960

### 1951
1. В Керженских лесах — реж. Роберт Майман
2. Вселенная — реж. Павел Клушанцев, Николай Лещенко
3. Пушкин на Юге — реж. Владимир Гребнёв

### 1952
1. В долине Шуралисай — реж. Владимир Гребнёв
2. Живой пример — реж. Лазарь Анци-Половский
3. Отливка гребного винта — реж. Владимир Гребнёв
4. Щитовая изоляция корабля — реж. Владимир Гребнёв
5. Электрообработка турбинных лопаток — реж. Владимир Гребнёв

### 1953
1. Опыт выращивания телят в колхозе им 12 октября — реж. Владимир Гребнёв
2. Увеличим поголовье домашней птицы — реж. Владимир Гребнёв

### 1954
1. Во имя человека — реж. Андрей Чигинский
2. Записные книжки А. П. Чехова — реж. Мария Клигман
3. Смольный — реж. Владимир Гребнёв, Николай Лещенко

### 1955
1. Выставка картин Дрезденской галереи — реж. Николай Береснёв
2. Звёзды служат людям — реж. Владимир Николаи
3. Машинисты-новаторы — реж. Сергей Якушев
4. Молния и гром — реж. Владимир Гребнёв
5. Обманутые надежды — реж. Павел Петров-Бытов
6. Электроискровая обработка металлов — реж. Владимир Гребнёв

### 1956
1. Навстречу песне — реж. Мария Клигман
2. Тайна вещества — реж. Павел Клушанцев
3. Умелое сочетание — реж. Владимир Гребнёв

### 1957
1. Дорога к звёздам реж. П. Клушанцев
2. Зелёный шум — реж. Николай Левицкий
3. Новое в штукатурных и малярных работах — реж. Сергей Кузьмин
4. Противопожарная защита на морских судах — реж. Владимир Гребнёв
5. Сохраняйте сердце здоровым — реж. Лев Иванов
6. Столовые корнеплоды — реж. М. Нестеров
7. У порога сознания — реж. Георгий Бруссе
8. У рояля Глинки — реж. Лазарь Анци-Половский
9. Уборка плодов — реж. Владимир Гребнёв

### 1958
1. Вода на земле
2. Живопись Нидерландов, Фландрии и Голландии — реж. Николай Левицкий
3. Искусство Италии — реж. Николай Левицкий
4. Маленькие путешественники — реж. Владимир Гребнёв
5. Мама заболела — реж. Лев Иванов
6. Не для войны — реж. Георгий Бруссе
7. Не хочу преждевременной старости — реж. Владимир Гребнёв
8. Павловский парк — реж. Владимир Гребнёв
9. Пергамский алтарь — реж. Николай Левицкий
10. Регуляция дыхательных движений

### 1959
1. Атомы несут жизнь — реж. Георгий Бруссе
2. Боевой карандаш — реж. Мария Клигман
3. Божьи свидетели — реж. Виталий Мельников
4. Голос из космоса — реж. Георгий Цветков
5. Закладка плодового сада — реж. Тамара Иовлева
6. Земля — большой магнит — реж. Владимир Гребнёв
7. Метод профессора Степанова — реж. Сергей Якушев
8. На Чудском озере — реж. Виталий Мельников
9. Русский народный оркестр — реж. Виталий Мельников
10. Сокровища мировой культуры — реж. Николай Левицкий
11. Театр зовёт — реж. Мария Клигман
12. Чудесное озеро — реж. Виталий Мельников
13. ВДНХ. Это даст химия — реж. Владимир Гребнёв

### 1960
1. Колебания и волны — реж. Павел Клушанцев
2. На сцене куклы — реж. Владимир Гранатман
3. Последнее подполье Ленина — реж. Сергей Бартенев
4. Русский камень — реж. Николай Левицкий
5. Свет и тень — реж. Владимир Гребнёв
6. Стрелковая рота в наступлении на подготовленную оборону противника с ходу — реж. Владимир Гребнёв
7. Стрелковая рота в обороне — реж. Владимир Гребнёв
8. Французская скульптура — реж. Николай Левицкий

## 1961—1970

### 1961
1. Выстрел «Авроры» — реж. Николай Левицкий
2. Индийская поэма В. В. Верещагина — реж. Николай Левицкий
3. Искусство живописи — реж. Виталий Мельников
4. Ломоносов — реж. Виталий Мельников
5. Море будет жить — реж. Владимир Гребнёв
6. Памятник А. С. Пушкину — реж. Борис Медведев
7. Планета бурь — реж. Павел Клушанцев; совместно с «Ленфильмом»
8. Свет в вашей квартире — реж. Владимир Гребнёв
9. Старая Ладога — реж. Михаил Гавронский
10. Электроискровая обработка металлов — реж. Владимир Гребнёв

### 1962
1. В. Комисаржевская — реж. Михаил Гавронский
2. Высокое давление — реж. Владимир Гребнёв
3. Движение поездов в зоне заражений
4. Кибальчич — реж. Виталий Мельников
5. Ленин в Смольном — реж. Николай Левицкий
6. На грани двух миров / Растения или животные — реж. Георгий Бруссе
7. Парящие суда — реж. Владимир Гребнёв
8. Правда о Ксении Блаженной — реж. Сергей Бартенев

### 1963
1. Адмирал корабельной науки — реж. Владимир Гранатман
2. Александр Ульянов — реж. Николай Левицкий
3. Атом на защиту урожая — реж. Сергей Бартенев
4. Вблизи России — реж. Николай Левицкий
5. В городе Пушкина — реж. Владимир Николаи
6. Идёт наступление — реж. Владимир Гранатман
7. Край несметных богатств — реж. Леонид Клочков
8. Онего — реж. Андрей Чигинский
9. Планеристы — реж. Борис Шрейбер
10. Полёт к тысячам солнц — реж. Алексей Ерин
11. Сбережённый металл — реж. Владимир Гребнёв
12. Токсоплазмоз
13. Трение — реж. Владимир Гребнёв
14. Утиный остров

### 1964
1. ВДНХ. Стиральный порошок — это хорошо — реж. Владимир Гребнёв
2. Глазами поэта — реж. Георгий Бруссе
3. Дальний поиск — реж. Мария Клигман
4. Излучение и поглощение энергии атомом — реж. Георгий Ершов
5. Кровавое воскресенье — реж. Никола Левицкий
6. Ленинград — Ленинакан
7. Опыление и оплодотворение цветковых растений — реж. С. Заборовский
8. Простая линия карандаша — реж. Фаня Вязьменская
9. Электрооборудование цельнометаллических пассажирских вагонов

### 1965
1. Баллада о Марсовом поле — реж. Лазарь Анци-Половский
2. Выращивание тонкорунных ягнят — реж. Тамара Иовлева
3. Луна — реж. Павел. Клушанцев
4. Матросы «Авроры» — реж. Людмила Лазарева
5. Невский проспект — реж. Семён Миллер
6. Перевозка грузов на открытом подвижном железнодорожном составе
7. Рассказ о музыкальных инструментах — реж. Владимир Николаи
8. Скульптурный портрет — реж. Фаня Вязьменская
9. Умело управлять производством
10. Художник и перспектива — реж. Фаня Вязьменская
11. Художник Маяковский — реж. Георгий Бруссе
12. Широкая колея — реж. Никола Левицкий
13. Экономия электроэнергии при производстве и потреблении сжатого воздуха — реж. Владимир Гребнёв

### 1966
1. В глубины живого — реж. Мария Клигман
2. Делай, как мы — реж. Тамара Иовлева
3. Древесные плиты — реж. Владимир Гребнёв
4. Друг Горького — Андреева — реж. Семён Аранович
5. Из тьмы веков — реж. Леонид Клочков
6. К осьминогу в гости / В стране головоногих — реж. Борис Геннингс
7. Круглый лес — реж. Владимир Гребнёв
8. Находка — реж. О. Лебедев
9. Оружие сатиры — реж. Николай Левицкий
10. Петербург Достоевского — реж. Борис Шрейбер
11. По бесовым следам — реж. Тамара Иовлева
12. Пушкин в лицее — реж. Тамара Иовлева
13. Разговор с товарищем Лениным — реж. Борис Волкович
14. Фанера — реж. Владимир Гребнёв
15. Целлюлозные и бумажные товары — реж. Владимир Гребнёв
16. Чему Борю звери научили — реж. О. Пьянкова

### 1967
1. 50 лет Октября. Лёгкая промышленность СССР — реж. Владимир Гребнёв
2. ВДНХ. 50 лет лёгкой промышленности СССР — реж. Владимир Гребнёв
3. Весна театра — реж. Георгий Цветков
4. Во главе государства Советов — реж. Николай Левицкий
5. Возрождение — реж. Ю. Герштейн
6. В стране Мали — реж. Б. Дементьев, Борис Геннингс
7. Лермонтов и его время — реж. Георгий Ершов
8. Максим Горький. Последние годы — реж. Семён Аранович
9. Молекулы жизни — реж. Тамара Иовлева
10. Последние часы — реж. М. Игнатов
11. Русские берёзы — реж. Алексей Ерин
12. Твоё рабочее место — реж. Людмила Лазарева

### 1968
1. Воспоминания о Новой Земле — реж. Валерий Чигинский
2. Всего три урока — реж. Пётр Мостовой
3. Газозащитная служба в пожарной охране — реж. Владимир Гребнёв
4. Грейферные механизмы при работе с круглым лесом — реж. Владимир Гребнёв
5. Загадка Крылова — реж. Борис Шрейбер
6. Идёт эксперимент / На пороге сознания — реж. Тамара Иовлева
7. Локализация функций в головном мозге — реж. Е. Иванова
8. Марс — реж. Павел Клушанцев
9. На льдине всё в порядке — реж. Л. Горин
10. Профильное стекло — реж. М. Нестеров
11. Ритмы революции — реж. Мария Клигман
12. Стратегические ракетчики — реж. Валентин Венделовский
13. Там, где котики и морские львы — реж. Б. Дементьев, Борис Геннингс
14. Человек ищет сердце — реж. В. Алхимов
15. Шаги в прекрасное / Мухинцы — реж. И. Вязовский
16. Это странное Куросио — реж. С. Купенко

### 1969
1. Введение в биохимию — реж. Надежда Луцкая
2. Встречи с Горьким / Горький. Последние годы — реж. Семён Аранович
3. Говорите, вас слушают! — реж. Владимир Гребнёв
4. Голос растения — реж. Тамара Иовлева
5. Двойное оплодотворение цветковых растений — реж. Е. Иванова
6. Достоевский — реж. Валерий Чигинский
7. Индукционные электромагнитные муфты — реж. Владимир Гребнёв
8. Обыкновенные тайны — реж. Михаил Шамкович
9. Памятник 1000-летию России — реж. Алексей Ерин
10. Производство древесноволокнистых плит — реж. Константин Погодин
11. Прыжки на лыжах с трамплина — реж. Борис Шрейбер
12. Страница сто — реж. Георгий Бруссе, Мария Клигман

### 1970
1. «Аргус» ведёт поиск — реж. Борис Геннингс, О. Лебедев
2. Вижу Землю! — реж. Павел Клушанцев
3. Встречи с Горьким / Горький. Последние годы — реж. Семён Аранович
4. Гидравлические экскаваторы — реж. Владимир Гребнёв
5. День второй — реж. В. Ермаков
6. Зелёный пояс славы — реж. Зиновий Драпкин
7. Искусство улиц и площадей — реж. Мария Клигман
8. Муравьи — реж. С. Заборовский
9. О цвете — реж. Алексей Ерин
10. От поколения к поколению — реж. Тамара Иовлева
11. Под парусом как 200 лет назад — реж. М. Угаров
12. Подарю людям радость — реж. И. Вязовский
13. Радуга на снегу — реж. Людмила Лазарева
14. Рейд через горы — реж. Борис Шрейбер
15. Тысяча сто ночей — реж. Семён Аранович
16. Узники Пермского моря — реж. Тамара Иовлева

## 1971—1980

### 1971
1. Автоматические линии для деревообработки — реж. Владимир Гребнёв
2. Великий обличитель — реж. Николай Левицкий
3. Законы Ньютона — реж. Электра Владыкина
4. Зимний Ленинград — реж. Тамара Иовлева
5. Изба на Унже — реж. Валентина Гуркаленко
6. Книжка с картинками — реж. Валентина Гуркаленко
7. Методы упрочнения деталей машин — реж. Владимир Гребнёв
8. Некрасов. Страницы жизни — реж. Михаил Гавронский
9. Про сосновую шишку — реж. Людмила Лазарева
10. Распев — реж. Валентина Матвеева
11. Ярославль (10 минут по СССР) — реж. Алексей Ерин

### 1972
1. Австралийская линия — реж. Валентин Венделовский
2. Архитектор Растрелли — реж. Мария Клигман
3. Большевики в годы Гражданской войны и интервенции — реж. Владимир Гранатман
4. Большевики в феврале 1917 года — реж. Владимир Гранатман
5. Веление времени — реж. Павел Клушанцев
6. Воспоминания о мужестве — реж. В. Когай
7. Гигант на конвейере — реж. В. Ермаков
8. Горячая объёмная штамповка — реж. Альберт Мартыненко
9. Древнерусская миниатюра — реж. Константин Погодин
10. Как построить пароход (мультипликационный) — реж. Вальтер Скроденис
11. Крылом к крылу — реж. Николай Левицкий
12. Куранты двух городов — реж. В. Жуковский
13. Метод движения
14. На земле Северской — реж. Борис Шрейбер
15. Научная организация учебно-воспитательного процесса. Раздел 2 — реж. Борис Волкович
16. Научная организация учебно-воспитательного процесса. Раздел 4. Применение тренажёров в учебной работе — реж. Борис Волкович
17. Обслуживание рабочего места — реж. Владимир Гребнёв
18. Памяти Достоевского — реж. Валентина Гуркаленко
19. Пантеон Саами / Наши открытия — реж. Тамара Иовлева
20. Передвижники — реж. Людмила Лазарева
21. Самбо… и девушки — реж. Владимир Гребнёв
22. Союз нерушимый — реж. Алексей Ерин
23. Турбостроители совершенствуют производство — реж. Владимир Гребнёв
24. Человек, которого надо понять — реж. И. Чаплина

### 1973
1. XVI съезд ВКП(б) (цикл История КПСС) — реж. В. Владыкин
2. Аксель Иванович Берг — реж. Станислав Чаплин, И. Чаплина
3. Бородоносцы со дна океана — реж. Тамара Иовлева
4. Борьба партии в условиях двоевластия — реж. Владимир Гранатман
5. В один прекрасный вечер 2000 года — реж. Виталий Аксёнов
6. В таёжных предгорьях Урала — реж. Юрий Климов
7. Внешняя политика коммунистической партии в условиях развития фашистской агрессии и нарастания угрозы войны (цикл История КПСС) — реж. В. Владыкин
8. Во весь голос — реж. Ю. Прокушев, Борис Волкович
9. Воронежский заповедник — реж. С. Заборовский
10. Время, наука, человек — реж. Альберт Мартыненко
11. Грузчики не требуются — реж. Людмила Лазарева
12. Жидкие кристаллы — реж. Яков Склянский
13. История КПСС. Историческое место капитализма — реж. Алексей Ерин, Андрей Чигинский
14. Контейнеры 72
15. Ленинград научный, Ленинград промышленный — реж. Игорь Войтенко
16. Ленинград — порт — реж. В. Ермаков
17. Мальчик и машина — реж. Людмила Лазарева
18. Международная обстановка в годы первой пятилетки (цикл История КПСС) — реж. В. Владыкин
19. Новое в системе нефтеснабжения — реж. Леонид Клочков
20. Организация денежного обращения в СССР — реж. Жанна Романова
21. Отказавшиеся от себя — реж. Леонид Волков
22. Пушкин и Мицкевич — реж. Валентина Гуркаленко; совместно с ПНР
23. Рождение партии — реж. Николай Левицкий
24. Северная чернь (10 минут по СССР) — реж. Александр Братуха
25. Старейший в стране — реж. Зинаида Крашенкова
26. Тепловые электростанции — основа энергетики СССР — реж. Владимир Гребнёв
27. Ткани животных и человека — реж. Фаня Вязьменская
28. Традиции Гангута — реж. Лев Иванов
29. ТЭЦ Советского Союза — реж. Владимир Гребнёв
30. Хлеб нашего завтра — реж. В. Ефремов
31. Час души — реж. Валентина Гуркаленко
32. Экологические группы птиц — реж. Фаня Вязьменская
33. Экспедиция «Беринг» — реж. М. Игнатов

### 1974
1. Бехтерев. Страницы жизни — реж. Людмила Шахт
2. Битва за Ленинград. 1941—1944 гг. / Интервью с военачальниками — реж. В. Когай
3. Да здравствует природа! — реж. Вальтер Скроденис
4. Дом под берёзами — реж. Татьяна Ливанова
5. Единая энергетическая система — реж. Владимир Гребнёв
6. Земля у нас одна — реж. Людмила Лазарева
7. Игры — реж. Альберт Мартыненко
8. Использование РЛС при расхождении судов — реж. Электра Владыкина
9. История КПСС. Партия в начальный период ВОВ — реж. Владимир Гранатман
10. Каменный щит Руси / На страже русских границ — реж. Альберт Бзаров
11. Качество изображения — реж. Надежда Луцкая
12. Культура Византии — реж. Фаня Вязьменская
13. Культура Западной Европы 11—15 веков — реж. Элла Короленко
14. Музыкальные встречи. Фильм 1 — реж. Станислав Чаплин
15. Музыкальные встречи. Фильм 2 — реж. И. Чаплина
16. Мы работаем на реке — реж. Альберт Мартыненко
17. На острове Врангеля — реж. Юрий Климов
18. Наш субботник — реж. Иван Прошкуратов
19. Небылица в лицах — (мультипликационный) — реж. Виталий Аксёнов
20. Обезьяний остров — реж. Игорь Войтенко
21. От Хангая до пустыни Гоби (Путевые заметки) — реж. Игорь Войтенко
22. Открытие ленинградских учёных — реж. Ю. Герштейн
23. Партия в начальный период Великой Отечественной войны (цикл История КПСС) — реж. Владимир Гранатман
24. По страницам каменной летописи — реж. Семён Миллер
25. Прокладка кабелей на судах — реж. Владимир Гребнёв
26. Рождение гармонии — реж. Альберт Мартыненко
27. Семеноводы из «Красной Балтики» — реж. Георгий Цветков
28. Сигналы из микромира — реж. Валерий Чигинский
29. Служу моему отечеству — реж. Николай Левицкий
30. Строительные работы на высоте — реж. Иван Прошкуратов
31. Туристское Заполярье — реж. Альберт Бзаров
32. Художник Ромадин — реж. Татьяна Ливанова
33. Энергосистема СССР — реж. Владимир Гребнёв
34. Этюды завтрашнего дня / На передовых рубежах № 3
35. Эффект бороды — реж. Валерий Чигинский

### 1975
1. XX съезд РКП (б). Переход к новой экономической политике (цикл История КПСС) — реж. Г. Коротышев
2. Автомобиль и немного статистики / Автомобиль и город — реж. Виталий Аксёнов
3. Была бы жива Россия — реж. В. Никифорова
4. Вред курения (мультипликационный) — реж. Виталий Аксёнов
5. Время не ждёт — реж. Галина Богорова
6. Десятый съезд РКПБ. Переход новой экономической политике — реж. Г. Коротышев
7. Живое в неживом — реж. Игорь Войтенко
8. Жизнь в магнитном поле — реж. Феликс Якубсон
9. Жизнь и деятельность М. В. Ломоносова — реж. Фаня Вязьменская
10. Земля — реж. Тамара Иовлева, Леонид Волков
11. И заговорили немые породы — реж. Мария Клигман
12. Интервью с цыплёнком / Генетика — животноводству — реж. Людмила Шахт
13. История КПСС (Десятый съезд РКПБ. Переход новой экономической политике) — реж. Г. Коротышев
14. История КПСС. КПСС — организатор победоносного завершения ВОВ — реж. Владимир Гранатман
15. Как делается кино — реж. В. Мухин
16. Классовые бои в цитаделях капитала — реж. И. Вязовский
17. Коммунистическая партия — организатор победоносного завершения Великой Отечественной войны (цикл История КПСС) — реж. Владимир Гранатман
18. Коренные изменения в международной обстановке после Второй мировой войны (1946—1958 годы) (цикл История КПСС) — реж. И. Вязовский
19. Ленинградская атомная — реж. В. Ермаков
20. Луч / На молекулярном уровне — реж. Яков Назаров
21. Мастер производственного обучения — реж. Людмила Лазарева
22. Мой первый друг, мой друг бесценный… — реж. В. Ермаков
23. Мост в 6000 миль — реж. Сергей Сиваченко; СССР — Куба
24. Мухи — разносчики болезней — реж. Вальтер Скроденис
25. Над раскрытым томом Ленина — реж. Мария Клигман
26. На пути к конструированию клетки — реж. Валерий Чигинский
27. Остерегайтесь гриппа — реж. Л. Гриценко
28. Оформление и отпуск первых, вторых и третьих блюд — реж. Георгий Цветков
29. Портрет «Позитрона» — реж. Сергей Сиваченко
30. Пушкин. История России — реж. Валентина Гуркаленко
31. Русский романс — реж. Леонид Волков
32. Техника безопасности при монтаже кабельных линий — реж. Владимир Гребнёв
33. Энергомашиностроение СССР — реж. Владимир Гребнёв

### 1976
1. Была бы жива Россия — реж. В. Никифорова
2. Весёлое обозрение — реж. Леонид Кельберт
3. Вода — реж. Надежда Луцкая
4. Воздух — реж. Элла Короленко
5. Воздушный трамвай № 19 / Человек и крылья (мультипликационный) — реж. А. Макаров
6. Вчера это казалось невозможным — реж. Герман Улдукис
7. Выращивание бройлеров в клеточных батареях
8. Географическая оболочка — реж. Электра Владыкина
9. Два Белова — реж. Борис Волкович
10. Дорогами НТР — реж. В. Когай
11. Жажда дела / Салтыков-Щедрин — реж. Долорес Хмельницкая
12. Загадки живой клетки — реж. Валерий Чигинский
13. Зримое слово — реж. Л. Бурёхина
14. Каспийско-Волго-Балтийский путь
15. Коммунистическая партия — организатор коренного перелома в ходе Великой Отечественной войны (цикл История КПСС) — реж. Владимир Гранатман
16. Корабль науки — реж. Борис Волкович
17. Ленинград — Братислава — реж. Жанна Романова
18. Ленинградский репортаж — реж. Виталий Познин
19. Ленинградский фарфоровый завод им. Ломоносова — реж. Г. Азбель
20. Лось, лиса и дельфин — реж. Тамара Иовлева
21. Магнитные и ультразвуковые приборы дефектоскопии рельсов
22. Малые дозы (мультипликационный) — реж. А. Васильев
23. Мой Ленинград — реж. Леонид Волков
24. Музыкальное дерево — реж. Людмила Шахт
25. Мясокостная мука — реж. Александр Мелихаров
26. Не только во время отпуска — реж. Н. Денисова
27. Косматые Робинзоны — реж. Игорь Войтенко
28. Осторожно, навалочные грузы
29. Отражение и преломление электромагнитных волн — реж. Н. Алов
30. Охотничьи хозяйства Подмосковья / Смоленское охотохозяйство — реж. Валентин Венделовский
31. Охрана природы — реж. Долорес Хмельницкая
32. Парад изобретений — реж. Яков Назаров
33. Партия большевиков накануне и в годы первой революции в России 1905—1907 годов (цикл История КПСС) — реж. Зинаида Крашенкова
34. Природа и общество — реж. Х. Исмагилов
35. Проблема очистки воды — реж. Зинаида Крашенкова
36. Промышленность РСФСР в 10-й пятилетке — реж. В. Ермаков
37. Слово о картошке — реж. М. Игнатов
38. С любовью к женщине (мультипликационный) — реж. В. Шапошников
39. Современное медицинское оборудование и дизайн — реж. Галина Богорова
40. Специалисты для Нечерноземья — реж. Тамара Иовлева
41. СССР — реж. Александр Штаден
42. Сюрпризы зрячих молекул — реж. Мария Клигман
43. Текущее содержание и капитальный ремонт бесстыкового пути — реж. А. Кусов
44. Теоретические основы литейных процессов — реж. В. Владыкин
45. Техника безопасности при эксплуатации грузоподъёмных кранов в судостроении — реж. Израиль Зейфман
46. Флагман космического флота / Космонавт Ю. Гагарин — реж. Борис Волкович
47. Чья это вина? — реж. Л. Горин
48. Электроника — сельскому хозяйству / Ленинград — перспективы Нечерноземья — реж. М. Игнатов
49. Этюды о Ленинграде — реж. Леонид Волков

### 1977
1. XXIII съезд КПСС (цикл История КПСС) — реж. В. Владыкин
2. XXIV съезд КПСС — реж. В. Ермаков
3. Автоматизированная система управления дорогой
4. Биологи ведут поиск. Ленинград. перспективы Нечерноземья — реж. Татьяна Ливанова
5. Взрыв конструирует молекулы / Взрыв в химическом реакторе — реж. Мария Клигман
6. В мой жестокий век восславил я свободу — реж. М. Игнатов
7. В районе буя Борна-1 — реж. Валерий Чигинский
8. Войдите в этот храм / Природа в белом халате — реж. В. Никифорова; совместно с НРБ
9. Выявление потенциала / Для повышения эффективности и качества — реж. А. Кусов
10. Газетная вёрстка — реж. Фаня Вязьменская
11. Если преступник на свободе — реж. Л. Горин
12. Знание о незнании — реж. В. Ефимов
13. Идея академика Целикова — реж. Леонид Кельберт
14. Из истории геометрии — реж. Феликс Якубсон
15. Из истории геометрии (V постулат) — реж. Феликс Якубсон
16. Косматые робинзоны — реж. Игорь Войтенко
17. Красный хлеб — реж. Мария Клигман
18. Ленинградский дом моделей одежды
19. Ленинградское станкостроительное объединение «ЛСО» — реж. Сергей Сиваченко
20. Лицей в жизни Пушкина — реж. Тамара Иовлева
21. Лось, лиса и дельфин — реж. Тамара Иовлева
22. Наследники Наутилуса / Как дышится, океан? — реж. Тамара Иовлева
23. На магистральном направлении / Взгляд вперёд — реж. Лев Иванов
24. На языке танца / III Международный конкурс артистов балета — реж. Альберт Мартыненко, Яков Назаров
25. О пользе разности потенциалов / Распорядители огня — реж. Валерий Чигинский
26. Оазис в Ледовитом океане — реж. Леонид Волков
27. Опыт Франка и Герца — реж. Г. Коротышев
28. Опыт Штерна и Герлаха — реж. Е. Иванова
29. Победа Октября / Великая Октябрьская социалистическая революция — реж. Александр Штаден
30. Полимерные изделия для службы крови — реж. Израиль Зейфман
31. Поляризованный свет и его применение — реж. Вальтер Скроденис
32. Пушкин и декабристы — реж. Тамара Иовлева
33. Распространение радиоволн в ионосфере — реж. Н. Соколова
34. Революции день третий — реж. Б. Сорокин
35. Революционная борьба в 1918—1919 гг. в странах Европы — реж. Зинаида Крашенкова
36. Сварка взрывом
37. Сварочно-наплавочные работы при ремонте вагонов
38. Сложение движений твёрдого тела — реж. Н. Соколова
39. Случай при ремонте контактной сети
40. Создано в Ленинграде / На передовых рубежах 10 пятилетки — реж. Альберт Мартыненко
41. Среди полярных птиц — реж. Леонид Волков
42. СССР — общество без кризисов — реж. Израиль Зейфман
43. Технология хлебопекарного производства. Раздел 1. Пшеничный хлеб — реж. Татьяна Ливанова
44. Устройствам автоматики высокую надёжность
45. Феликс Дзержинский — реж. А. Щигель; совместно с Лодзенской киностудией научно-популярных фильмов (ПНР)
46. Фотоэффект — реж. Георгий Ершов
47. Хорошо, собака! / Джульбарс и Жучка — реж. Валентина Матвеева
48. Электробезопасность в полиграфии — реж. Юрий Климов
49. Эта вредная черепашка — реж. М. Игнатов
50. Юные помощники ГАИ — реж. Леонид Костричкин
51. Я живу в деревне — реж. Людмила Шахт

### 1978
1. А. П. Чехов — реж. Виталий Познин
2. Ветеринарно-санитарная защита животноводческих комплексов — реж. Александр Братуха
3. В ритме дня / Реальная фантастика — реж. Альберт Мартыненко
4. ВИР — Нечерноземью — реж. Галина Богорова
5. Возвращение в жизнь — реж. Долорес Хмельницкая
6. Волховский филиал объединения «Трибуна» — реж. М. Першко
7. Граница и время — реж. Валентин Венделовский
8. Да здравствует кино! / Будущее кинематографа — реж. Виталий Аксёнов
9. Живая связь времён / Праздник пришёл в твой дом — реж. Борис Волкович
10. Жилищно-бытовая работа советских профсоюзов — реж. Эдуард Кац
11. За 19 месяцев до Победы — реж. Эдуард Кац
12. Загадки мирового океана — реж. Валерий Чигинский
13. Звезда НЛК / Путешествие по оси Т — реж. Х. Исмагилов
14. Земля вернёт сторицей — реж. Людмила Лазарева
15. Как человек узнает то, что видит — реж. Леонид Кельберт
16. Кольская атомная — реж. Олег Кухаренок
17. Командорский котик. Проблемы охраны и воспроизводства — реж. Юрий Климов
18. Командоры. Остров Медный / Командоры — царство зверей — реж. Юрий Климов
19. Конь и всадник / Кентавр — реж. Альберт Мартыненко
20. Космические радиолинии — реж. Г. Коротышев
21. Ленинград спортивный — реж. Алексей Ерин
22. Мастера — реж. Людмила Лазарева
23. Материальное производство — основа общественного развития — реж. И. Вязовский
24. Невская застава в Х пятилетке — реж. Сергей Сиваченко
25. Новое в очистке сточных вод — реж. Зинаида Крашенкова
26. Охрана дикого северного оленя — реж. Лев Иванов
27. Парафраз (мультипликационный) — реж. А. Васильев
28. Передовые методы укрупнения норок — реж. В. Владыкин
29. По вине пешехода — реж. Леонид Костричкин
30. Поиск контакта / Ленинград. Перспектива Нечерноземья — реж. Тамара Иовлева
31. Пластическая деформация — реж. В. Шапошников
32. Принцип излучения электромагнитных волн — реж. Н. Алов
33. Природа богата, но… — реж. Тамара Иовлева
34. Проблемы войны и мира и современный революционный процесс — реж. Зинаида Крашенкова
35. Происхождение мастера — реж. Валентина Гуркаленко
36. Происхождение мастера. Народные художественные промыслы России — реж. В. Никифорова
37. Путь к последней сигарете — реж. М. Игнатов
38. Революции полководец — реж. Б. Сорокин
39. Резерв / НПО «Светлана» — реж. Людмила Шахт
40. Резные камни Эрмитажа — реж. Леонид Волков
41. Репин рисует Толстого — реж. Николай Левицкий
42. Русский лён / Ты удайся, ленок — реж. Долорес Хмельницкая
43. Самые первые / На передовых рубежах 10-й пятилетки — реж. В. Ермаков
44. Сверхпроводимость — реж. Вальтер Скроденис
45. Свет и цвет — реж. А. Кусов
46. Современное энергетическое машиностроение — реж. Александр Братуха
47. Социалистическая система мирового хозяйства — реж. Электра Владыкина, в титрах — Е. Владыкина
48. Технология хлебопекарного производства. Раздел 2. Ржаной хлеб — реж. Татьяна Ливанова
49. У моря Каспийского — реж. Юрий Климов
50. Фёдор Тютчев — реж. Николай Левицкий
51. Человек на земле хозяин — реж. В. Дорин
52. Шаг на сцену — реж. А. Кусов
53. Шум как фактор, влияющий на здоровье — реж. Израиль Зейфман
54. Экскурсия / Управление в малой группе — реж. Феликс Якубсон
55. Юпитер и 3000 его дочерей — реж. Х. Исмагилов

### 1979
1. Александр Пушкин — реж. Л. Никитина
2. Алмаз в кольчуге / Алмаз прочнее алмаза — реж. Людмила Лазарева
3. Афганистан. Время перемен — реж. Леонид Волков
4. Библиотека в одном кристалле — реж. Х. Исмагилов
5. Биологические методы борьбы с насекомыми вредителями — реж. Лев Иванов
6. Бой, Лель, Чингис и другие / Первые шаги — реж. Алексей Ерин
7. Будни арбитража — реж. Леонид Кельберт
8. В грануле — программа урожаев — реж. Б. Виноградов
9. Великий Октябрь и Гражданская война в произведениях советских художников — реж. Зинаида Крашенкова
10. Влажный воздух — реж. Е. Иванова
11. Воздух в природе — реж. Александр Сидельников
12. Деятельность коммунистической партии в послевоенные годы (1945—1952 годы) (цикл История КПСС)
13. Достояние народа — реж. В. Дорин
14. Евгений Баратынский — реж. Николай Левицкий
15. Защита культурных ценностей от оружия массового поражения — реж. Л. Круглова
16. Земное солнце / И зажжётся земное солнце — реж. Яков Назаров
17. Как движется человек — реж. Герман Улдукис
18. Как лучше вычислить удачу — реж. Виталий Аксёнов, Леонид Костричкин
19. Классовая борьба в странах капитала — реж. Н. Кузин
20. Коммунистическое воспитание трудящихся — реж. Зинаида Крашенкова
21. Континент без границ / Человек на ледяном континенте — реж. Альберт Мартыненко, Витольд Российкин
22. Кремний — реж. Юрий Захаров
23. Ленинградская марка — реж. Борис Волкович
24. Марафон в страну здоровья / Клуб любителей бега — реж. Людмила Шахт
25. Маршрутами Олимпиады-80 — реж. Эмиль Мухин
26. Мода «Скорохода» — реж. Элла Короленко
27. Море и здоровье / Морелечение и морепрофилактика — реж. Сергей Сиваченко
28. Народное декоративно-прикладное искусство России — реж. Элла Короленко
29. Народные промыслы России — реж. В. Никифорова
30. На что способно растение (Конструктор сверхурожаев) — реж. Игорь Войтенко
31. Неравномерное установившееся движение воды в каналах — реж. Н. Соколова
32. Обнинск — родина мирного атома / Обнинск — родина первой в мире АЭС — реж. Б. Сорокин
33. Образ В. И. Ленина в произведениях советских художников — реж. Электра Владыкина, в титрах — Е. Владыкина
34. Обрети себя / Сектантство — реж. Дмитрий Коваленко
35. О композиции и живописи — реж. Электра Владыкина, в титрах — Е. Владыкина
36. От первой до десятой (Экономика социализма) — реж. Игорь Войтенко
37. Охрана здоровья детей в СССР — реж. А. Хазин
38. Охрана здоровья женщин В СССР — реж. Александр Штаден
39. Охрана труда в проектах транспортных объектов — реж. А. Александров
40. Плавание для всех — реж. Людмила Лазарева
41. Планетарные механизмы — реж. А. Муравьёв
42. Планомерное развитие социалистической экономики — реж. Юлдуз Карамышева
43. По залам Русского музея — реж. Л. Бурёхина
44. Поляризационно-оптический метод исследования напряжений — реж. Вальтер Скроденис
45. Помогая человеку / Промышленные роботы — реж. Герман Улдукис
46. Прозрачные магниты — реж. Валерий Чигинский
47. Производство хлора и каустической соды — реж. Леонид Клочков
48. Про маму — реж. А. Васильев
49. Промышленные роботы в машиностроении — реж. Герман Улдукис
50. Пространство — реж. М. Назаров
51. Процесс художественного творчества — реж. Мария Клигман
52. Прыжки с шестом — реж. Светлана Чижова
53. Разомкнутый круг / От экзотики к науке — реж. В. Суслов, Феликс Якубсон
54. Разработка железорудных карьеров — реж. В. Швец
55. Сбережённые миллионы — реж. Юрий Климов
56. Свидание — реж. Пётр Мостовой
57. Сельские спутники БАМа — реж. Дмитрий Коваленко
58. Силы инерции при вращательном движении — реж. Г. Коротышев
59. Силы сухого трения — реж. Н. Соколова
60. Современный автомобиль и окружающая среда — реж. Ю. Головин
61. Социалистическое общество — реж. Лилия Зонина
62. Строится село Нечерноземья — реж. Сергей Сиваченко
63. Технология промышленного производства капусты — реж. Георгий Цветков
64. Транзит в Афганистан — реж. Леонид Волков
65. Трудовой подвиг советского народа 1946—1950 годов — реж. Зинаида Крашенкова
66. Уссурийская тайга — реж. Юрий Климов
67. Фёдор Достоевский — реж. Тамара Иовлева
68. ФИАТА — гость Москвы — реж. Леонид Волков
69. Художник Кибрик — реж. Мария Клигман
70. Часовые эфира / Снайперы эфира — реж. Л. Круглова
71. Шёлковое колесо — реж. Эмиль Мухин
72. Электронный ассистент учёного — реж. Эдуард Кац
73. Это же Ваш сын / Борьба с пьянством и алкоголизмом — реж. В. Ермаков
74. Эффект Кирлиана — реж. А. Александров
75. Ясное зрелище машин / Машины стального конвейера — реж. В. Ефимов

### 1980
1. VI съезд РСДРП(б). Победа Великого Октября — реж. Зинаида Крашенкова
2. Аквариум — реж. Александр Лапшин
3. Алексей Саврасов — реж. Элла Короленко, Валентина Ерзова
4. Архитектура 70-х годов — реж. Людмила Лазарева
5. Берегите тишину (мультипликационный) — реж. Ринат Газизов
6. Быть русскому фарфору — реж. Эмиль Мухин
7. В начале года (1918) — реж. В. Мухин
8. Владимир Стожаров, живописец — реж. Жанна Романова
9. Внимание — нейтронная опасность — реж. Х. Исмагилов
10. Внимание — сердце — реж. Валентина Ерзова
11. Время мыслить экологически — реж. Альберт Мартыненко
12. Голубая норка, чёрный соболёк — реж. Л. Круглова
13. Горячая прокатка металла — реж. С. Бархатова
14. Дисперсия и рассеяние света — реж. А. Муравьёв
15. Дифракция света — реж. Электра Владыкина, в титрах — Е. Владыкина
16. Дмитрий Менделеев — реж. Элла Короленко
17. Драматическая биология — реж. Людмила Шахт
18. За рулём — реж. С. Рахманов
19. Иван Павлов — реж. Л. Никитина
20. Игла попадает в цель — реж. Герман Улдукис
21. Из глубины веков — реж. Яков Назаров
22. Инрыбпром-80 — реж. Леонид Костричкин
23. Колорадский жук опасный вредитель картофеля — реж. В. Швец
24. Комплексная бригада ОПЛО «Русский лес» — реж. А. Кусов
25. Комплексоны в народном хозяйстве — реж. Альберт Мартыненко
26. Кооперация совхоз — завод — реж. Борис Волкович
27. Круиз по Волге — реж. Людмила Лазарева
28. Максим Горький — реж. Мария Клигман
29. Механические передачи — реж. А. Муравьёв
30. Михайло Ломоносов — реж. Тамара Иовлева
31. Музей живой природы — реж. Юрий Климов
32. М. Шолохов — народный писатель — реж. Н. Кузин
33. Музей под открытым небом — реж. Ярцев
34. Мы и наш ребёнок — реж. В. Ефимов
35. На атомной заставе — реж. Светлана Крупенко
36. На пути к социализму — реж. Эмиль Мухин
37. Неизвестное об известном — реж. Тамара Иовлева
38. Общая забота — реж. Александр Штаден
39. Организация труда детей — реж. Долорес Хмельницкая
40. Основной экономический закон социализма — реж. Людмила Лазарева
41. Педагогические ситуации — реж. Н. Кузин
42. Передовой опыт повышения эффективности и качества. Кинокурс. Раздел5. Трудовая активность — залог высокой эффективности и качества — реж. Алексей Ерин
43. Плавка стали в фасонно-литейных цехах — реж. Н. Степанова
44. Планы и жизнь. Большой город. Проблемы и решения — реж. Израиль Зейфман
45. Применение невидимых лучей в криминалистике — реж. Израиль Зейфман
46. Производство аммиака — реж. Леонид Клочков
47. Промышленность СССР — реж. Дмитрий Коваленко
48. Промышленные роботы. Опыт Ленинграда — реж. Евгений Голубев
49. Радиационная опасность при дефектоскопии — реж. А. Дубровский
50. Растим смену — реж. Галина Богорова
51. Семеноводство плодовых культур — реж. Татьяна Ливанова
52. Сибирь. Маршрутами 10 пятилетки — реж. Игорь Войтенко
53. Скульптор Лев Кербель — реж. Константин Погодин
54. Смольный. Кабинет Ленина — реж. Б. Сорокин
55. Схватка — реж. Феликс Якубсон
56. Там, за полярным кругом — реж. В. Дорин
57. Теплообразование при резании — реж. Электра Владыкина, в титрах — Е. Владыкина
58. Техника безопасности на прессах холодной штамповки — реж. В. Прошкин
59. У дальневосточных учёных — реж. Эдуард Кац
60. Учебник твой друг — реж. Светлана Чижова
61. Фёдор Достоевский. Штрихи к кинопортрету — реж. Николай Левицкий, Наталья Уложенко
62. Человек и природа — реж. Юрий Захаров
63. Человек и робот — реж. Леонид Волков
64. Эффект щекинского метода — реж. Б. Сорокин
65. Я клянусь, Ленинград — реж. Эдуард Кац

## 1981—1990

### 1981
1. Алюминий — реж. Светлана Крупенко
2. Баскетбол. Олимпиада-80 — реж. Леонид Костричкин
3. Богатствам недр — рациональное использование — реж. Максим Якубсон
4. Бригады / Бригада — реж. Сергей Сиваченко
5. Будь твёрдым как булат — реж. Х. Исмагилов
6. В. И. Ленин. Доклад о революции 1905 года — реж. Зинаида Крашенкова
7. В объективе — животные. Дромадеры, бактрианы — реж. Юрий Климов
8. Вас приглашает Сибирь — реж. Юрий Климов
9. Городу и людям / Комплексный план в действии — реж. Н. Кузин
10. Декоративно-прикладное искусство. Раздел 1. Жизнь и фантазия / Жизнь искусства? — реж. Светлана Чижова
11. Дулёвский фарфоровый завод — реж. Светлана Крупенко
12. Единый язык измерений — реж. В. Ефимов
13. Жизнь и научная деятельность Менделеева — реж. Валентина Гуркаленко
14. Знакомьтесь — ЛОМО — реж. Борис Волкович
15. Как варят сталь — реж. Н. Кузин
16. Канал дружбы — реж. Сергей Сиваченко
17. Коммунистический манифест — реж. Долорес Хмельницкая
18. Комплект машин для внесения оганических удобрений — реж. Леонид Клочков
19. Композитор Глазунов — реж. Яков Назаров
20. КПСС — руководящая и направляющая сила советского общества — реж. Долорес Хмельницкая
21. Кругловязальные машины. Раздел 1. Общее устройство. Процесс петлеобразования — реж. Надежда Луцкая
22. Кухня полевая — реж. Тамара Иовлева
23. Ленинградская фабрика имени Веры Слуцкой
24. Липиды — реж. Электра Владыкина, в титрах — Е. Владыкина
25. ЛПТО им. Володарского приглашает на работу — реж. А. Кусов
26. Луч и станок — реж. Светлана Чижова
27. Мелодии, прожившие века — реж. Мерувет Бакенбаева
28. Методы получения и измерения вакуума — реж. В. Шапошников
29. Мероприятия гражданской обороны в пионерских лагерях — реж. Людмила Шахт
30. Мировая культура. Второй период мировой истории / Мировая культура конца 19 и начало 20 веков — реж. Израиль Зейфман
31. Музей истории религии и атеизма — реж. Александр Штаден
32. Музей, которого нет / Транспорт вчера, сегодня, завтра — реж. В. Ефимов
33. Мусоргский: «Вперёд к новым берегам» — реж. Валентина Ерзова
34. Навигационные эхолоты и лаги — реж. А. Макаров
35. На ком земля держится — реж. Виталий Аксёнов
36. Начало рабочего движения в России — реж. Зинаида Крашенкова
37. Невская десятка / Газоперекачивающие агрегаты — качество, надёжность. Эффект — реж. А. Александров
38. Нестандартные «стандартные» коровы — реж. Х. Исмагилов
39. Нечерноземье. Планы. Свершения — реж. Л. Бурёхина
40. Оказание неотложной помощи при травмах — реж. Юрий Захаров
41. Организация экскурсии в природу — реж. Элла Короленко
42. Охрана труда транспортных строителей — реж. Александр Сидельников
43. Передовой опыт ремонта пути
44. Пирамиды XX века — реж. Герман Улдукис
45. Политическая система социалистического общества — реж. Б. Янц
46. Полусапожки женские на полиуретане — реж. Л. Круглова
47. Поляризация света — реж. А. Муравьёв
48. Портативные дыхательные аппараты — реж. В. Черникова
49. Посёлок на трассе — реж. Эдуард Кац
50. Почему я это изобрёл? (Изобретают рабочие) — реж. Игорь Войтенко
51. Правила для всех — реж. В. Черникова
52. Применение гидропривода в технологических машинах — реж. Н. Соколова
53. Применение электротехники в народном хозяйстве
54. Производство пищевых концентратов — реж. Ю. Васильев, С. Рахманов
55. Промышленность РСФСР в 11-й пятилетке — реж. В. Ермаков
56. Пространственные сборные конструкции для массового строительства — реж. Л. Никитина
57. Размышление над открытием — реж. Тамара Иовлева
58. Революция продолжается — реж. В. Дорин
59. Руководитель полётов — реж. Феликс Якубсон
60. Сильнейшие в мире — реж. Александр Штаден
61. Социалистическое воспроизводство и процесс обращения — реж. Валентина Ерзова
62. Союз инженеров и врачей — реж. Галина Богорова
63. Сплав / Каждой бригаде счёт, каждой бригаде план — реж. Б. Сорокин
64. Стрелковый спорт. Олимпиада-80 — реж. В. Ермаков
65. Технология разработки лесосек — реж. Сергей Шурин
66. Типовые конструкции промышленных роботов — реж. Павел Шмидт
67. Товарное производство. Товар и деньги — реж. А. Муравьёв
68. Угрожает здоровью — реж. Светлана Чижова
69. Учёные — Нечерноземью / Наука — Нечерноземью — реж. Альберт Мартыненко
70. Фехтование. Олимпиада-80 — реж. Альберт Мартыненко
71. Химия вокруг нас — реж. Юрий Захаров
72. Хоккей на траве. Олимпиада-80 — реж. Яков Назаров
73. Человек и робот — реж. Борис Волкович
74. Юношеская гипертония — реж. Александр Слободской

### 1982
1. Автоматические формовочные линии — реж. А. Городчанинов
2. Адсорбция — реж. Электра Владыкина, в титрах — Е. Владыкина
3. Бахус и Венера — реж. А. Васильев
4. Безопасность при электроснабжении судов — реж. Алексей Ерин
5. Берегите нервы водителей
6. Биосферные заповедники СССР — реж. Игорь Войтенко
7. Борьба партии за упрочение Советской власти — реж. Борис Волкович
8. Введение в машиностроительное черчение — реж. В. Шапошников
9. В объективе — животные. Осьминог (В мире животных. Выпуск 12) — реж. Юрий Климов
10. Возрождённые жемчужины — реж. Израиль Зейфман
11. Восхождение на Эверест — реж. Валентин Венделовский
12. Гималайские сборы — реж. Валентин Венделовский
13. Города людей — реж. Леонид Волков
14. Два рассказа о памяти / Познавая тайны мозга — реж. Валерий Чигинский
15. Дело государственной важности — реж. Эдуард Кац
16. Закономерности развития мировой системы социализма — реж. Валентина Матвеева
17. Защита сельскохозяйственной техники от коррозии — реж. Л. Иванов
18. Здесь был Ленин — реж. Ю. Головин
19. Изготовление печатных плат — реж. Павел Шмидт
20. Из истории русской техники 19 века — реж. Яков Назаров
21. Империализм на современном этапе — реж. Юрий Захаров
22. Испытание цветных кинескопов — реж. С. Рахманов
23. Канаковский фаянс — реж. Татьяна Ливанова
24. Кому какое дело? — реж. Н. Хотулёва
25. Константин Батюшков — реж. Николай Левицкий
26. Корабли уходят в океан — реж. Л. Бурёхина
27. Кулибины из 5-а — реж. А. Карпушев
28. Курение и сердце — реж. В. Шапошников
29. Лазеры — реж. Павел Шмидт
30. Ленинградская фабрика имени Веры Слуцкой — реж. Александр Мелихаров
31. Лихач под водой (мультипликационный) — реж. В. Таранова
32. ЛПЭО Электросила — реж. Эмиль Мухин
33. Мебель по заказам населения — реж. Татьяна Ливанова
34. Молодому полиграфисту об охране труда — реж. Людмила Шахт
35. Молочная промышленность СССР — реж. Л. Круглова
36. На ком земля держится / Нечерноземье 80-е годы — реж. Яков Назаров
37. На Русском Севере / Север России — реж. Мерувет Бакенбаева
38. Население СССР — реж. В. Ермаков
39. Национально-освободительное движение — реж. Зинаида Крашенкова
40. Начало революционной деятельности В. И. Ленина — реж. Александр Слободской
41. Но встречи я буду ждать / Гименей и ЭВМ — реж. Светлана Чижова
42. Н. П. Горбунов. Штрихи к биографии — реж. Александр Слободской
43. Обучающая программа. Физкультура. Классическая борьба — реж. Л. Никитина
44. Общий кризис капитализма — реж. Галина Богорова
45. Ознакомление детей с изобразительным искусством — реж. Зинаида Крашенкова
46. Опасная коллекция / К бабушке на именины — реж. Н. Зельцер
47. Опасный пешеход — реж. Георгий Цветков
48. Операция «Мидия» — реж. Игорь Войтенко
49. От Архимеда до наших дней — реж. Светлана Крупенко
50. Плазменно-механическая обработка — реж. В. Королёв
51. Побег — реж. Долорес Хмельницкая
52. Приди в лес другом — реж. А. Васильев
53. Проблемы малых ферм — реж. Евгений Аксёнов
54. Прогрессивная технология подготовки составов на ПТО
55. Продовольственная программа в действии / Тосненская осень — реж. Эдуард Кац
56. Производство точных отливок в разовых формах — реж. Эмиль Мухин
57. Противопожарная защита новостроек — реж. Б. Сорокин
58. Пути-дороги — реж. Мерувет Бакенбаева
59. Режим дня для сельских школ Белгородской области — реж. Людмила Шахт
60. Реклама в ленинградском стиле — реж. В. Мухин
61. Сборка покрышек на станках с разжимными барабанами — реж. Лев Иванов
62. Сердце и мы (мультипликационный) — реж. А. Макаров
63. Смесеобразование и сгорание в цилиндре двигателя — реж. Георгий Цветков
64. Советская культура — реж. Борис Волкович
65. Советский Союз. Фильм 1. Страницы истории — реж. Леонид Костричкин
66. Социально-классовая структура развитого социалистического общества — реж. Людмила Лазарева
67. Стальное литьё — реж. Эльвира Соловьёва
68. Строительство и архитектура усадебного сельского дома — реж. Электра Владыкина, в титрах — Е. Владыкина
69. Строительство и монтаж буровых установок БУ-3000ЭУК — реж. В. Мухин
70. Сюрприза не будет — реж. Н. Денисова
71. Только рюмка (мультипликационный) — реж. С. Романовский
72. Три пишем, два в уме / Микрокалькуляторы и мы — реж. Евгений Аксёнов
73. Уголь завтра / Уголь на завтра — реж. Эмиль Мухин
74. Устройство и работа мотальных автоматов — реж. Георгий Ершов
75. Учитель и ученик — реж. Феликс Якубсон
76. Художник Александр Иванов — реж. Мария Клигман
77. Человек и город — реж. В. Дорин
78. Школа продлённого дня — реж. Валентина Ерзова
79. Школа рабочего мастерства — реж. Н. Кузин
80. Экономическая политика партии на современном этапе — реж. Израиль Зейфман
81. Эксплуатация передвижных электростанций и компрессорных установок — реж. Л. Никитина
82. Электрический ток в промышленности и быту — реж. Тамара Иовлева
83. Электроискровое упрочение рабочих поверхностей технологической оснастки — реж. А. Муравьёв
84. Энергии — вторую жизнь — реж. Эдуард Кац

### 1983
1. Баиров. Детский хирург — реж. Долорес Хмельницкая
2. В объективе — животные. Гренландский тюлень — реж. Юрий Климов
3. Вечером двадцать четвёртого — реж. Георгий Цветков
4. Видеомагнитофон — реж. Н. Хотулёва
5. Газообмен в двигателях внутреннего сгорания — реж. В. Шапошников
6. Геометрия в технике — реж. Павел Шмидт
7. Гибкие автоматические производства в Ленинградской промышленности / Промышленные роботы — реж. Евгений Голубев
8. Гидроприводы промышленных роботов — реж. Георгий Ершов
9. Голубыми дорогами
10. Гренландский тюлень / В объективе животные — реж. Юрий Климов
11. Двадцать микрон пространства — реж. Валерий Чигинский
12. Движение и сердце (мультипликационный) — реж. А. Васильев
13. День открытого письма — реж. Герман Улдукис
14. Дом окнами в поле — реж. Валентина Матвеева
15. Западная Сибирь — Западная Европа — реж. И. Григорьев
16. Зелёными тропами (мультипликационный) — реж. С. Романовский
17. Золотое руно 20 века — реж. Людмила Шахт
18. Из опыта подводных киносъёмок — реж. А. Дубровский
19. Индустриальная технология возделывания кукурузы на зерно — реж. Тамара Иовлева
20. Индустриальное производство продукции общественного питания — реж. Эдуард Кац
21. Интенсивное овцеводство в колхозе — реж. Г. Глазунов
22. Кино — средство познания мира. Фильм 1. Кинокурс «В мире учебного кино» — реж. Н. Хотулёва
23. Конструкционные строительные стеклоизделия — реж. Евгений Аксёнов
24. Краснодарский фарфоро-фаянсовый завод «Чайка» — реж. Е. Зайцева
25. Крик журавля / Живой символ дружбы — реж. Альберт Мартыненко
26. Лесосеменная плантация — реж. Мерувет Бакенбаева
27. Мария Ермолова — реж. Валентина Ерзова
28. Механическая обработка и сварка корпусов ядерных реакторов — реж. Х. Исмагилов
29. Минеральные удобрения — реж. Герман Улдукис
30. На Канашском ВРЗ — реж. Александр Мелихаров
31. Нам автомат поможет во всём — реж. А. Васильев
32. На своей земле — реж. Х. Исмагилов
33. Наука о хлебе — реж. Л. Бурёхина
34. Нет — бесшумной смерти! — реж. Н. Кузин
35. Нефтепереработка и нефтехимия в СССР — реж. Эмиль Мухин
36. Обработка осетровых рыб и приготовление блюд — реж. Эмиль Мухин
37. Обучающая кинопрограмма по физическому воспитанию. Раздел 2. Гимнастика (юноши) — реж. Алексей Ерин
38. Осень в лесу — реж. Валерий Чигинский
39. Основы записи и воспроизведения звука в кинематографии — реж. Георгий Ершов
40. Партия большевиков в годы нового революционного подъёма 1910—1914 гг. — реж. Долорес Хмельницкая
41. Переходный период от капитализма к социализму — реж. Израиль Зейфман
42. Полиэтилен вместо стали — реж. В. Ефимов
43. Прикосновение к вечности — реж. Л. Бурёхина
44. Прогрессивная система приёмки скота в колхозах Белоруссии / Система оценки убойных животных в условиях центровывоза — реж. Лев Иванов
45. Прогрессивная технология возделывания льна-долгунца — реж. Борис Волкович
46. Производство заготовок для корпуса атомного реактора — реж. Х. Исмагилов
47. Промышленная технология приготовления и внесения органических удобрений — реж. И. Райзис
48. Пространство академика Соболева — реж. Яков Назаров
49. Профессия: Бухгалтер / Часовые советской науки — реж. Альберт Мартыненко
50. Профилактика профзаболеваний судостроителей — реж. Долорес Хмельницкая
51. Путешествие в страну виноделия — реж. Леонид Волков
52. Ради своего малыша — реж. Георгий Цветков
53. Распад и крушение колониальной системы империализма — реж. Игорь Войтенко
54. Рисунки Достоевского — реж. Тамара Иовлева
55. Сверхпроводимость — реж. Электра Владыкина, в титрах — Е. Владыкина
56. Семинар пропагандистов — реж. Б. Сорокин
57. Система оценки скота в условиях центровывоза — реж. Л. Иванова
58. Скорой помощи — современную технику — реж. Галина Богорова
59. Советский Союз. Страницы науки и техники — реж. Александр Штаден
60. Социальное развитие райсельхозтехники — реж. В. Дорин
61. Специализация и концентрация — эффективный путь — реж. В. Швец
62. Спорт сильных и смелых — реж. Л. Никитина
63. Строительство тонкостенных опускных колодцев — реж. Л. Бурёхина
64. Стряпуха XX века — реж. Эдуард Кац
65. Теорема о кинетическом моменте — реж. А. Муравьёв
66. Тепло нашего дома / Тонна условного топлива — реж. Юрий Захаров
67. Теплообмен и теплонапряженность двигателей внутреннего сгорания — реж. С. Рахманов
68. Техническое обслуживание пассажирских лифтов — реж. В. Ефимов
69. Требуются инженеры — реж. Яков Назаров
70. Три рассказа о спорте — реж. В. Ермаков
71. Тургенев. Стихотворения в прозе — реж. Валентина Гуркаленко
72. У нас на «Элконе» — реж. Феликс Якубсон
73. Устройство и работа ленточных машин — реж. Феликс Якубсон
74. Хабаровский край. Проблемы и решения — реж. Светлана Чижова
75. Экономия топливно-энергетических ресурсов в стационарной энергетике — реж. Дмитрий Делов
76. Электрические машины постоянного тока — реж. А. Муравьёв
77. Электроснабжение строительства — реж. Ф. Шебеко

### 1984
1. XXVI съезд КПСС — реж. Александр Штаден
2. Адмирал Макаров — реж. Валентина Гуркаленко
3. Безопасность движения — проблема государственная. Пешехода надо любить — реж. В. Ермаков
4. Безопасность труда в хозяйстве электрификации — реж. Александр Мелихаров
5. Богдановичский фарфоровый завод / Уральский фарфоровый завод — реж. Ю. Головин
6. Бородино — реж. Леонид Волков
7. Борьба за создание марксистской партии в России — реж. Л. Бурёхина
8. Будущему воину — высокую закалку — реж. Лев Иванов
9. В объективе — животные. Сивуч — реж. Юрий Климов
10. Великая радость — работа — реж. Людмила Лазарева
11. Взрослые, дети, велосипед (мультипликационный) — реж. В. Таранова
12. Галогены — реж. И. Райзиc
13. Геология СССР — реж. Мерувет Бакенбаева
14. Глазами одного пациента / Предупреждая беду — реж. Валерий Чигинский
15. Графика — реж. Юрий Захаров
16. Дары озёрной нивы — реж. Дмитрий Делов
17. Двойное лучепреломление — реж. Электра Владыкина
18. Двухэтажные служебно-бытовые здания Ленинградстроя — реж. Георгий Цветков
19. Долг перед полем — реж. Сергей Шурин
20. Если женщина курит — реж. А. Васильев
21. Если хочешь быть здоров — реж. А. Макаров
22. Жизнь, полная волнений / Стресс и жизнь — реж. Валентина Матвеева
23. Заводы будущего / За интенсификацию — реж. Татьяна Ливанова
24. Здравница железнодорожников — реж. Эдуард Кац
25. Из истории русского костюма
26. Из опыта воспитательной работы школ — реж. Зинаида Крашенкова
27. История КПСС (26 съезд КПСС) — реж. Александр Штаден
28. К богатствам недр — реж. Мерувет Бакенбаева
29. Как колобок цветок свой искал / Рассказы деда Ивана — реж. А. Картерьев
30. Книга в СССР — реж. Альберт Мартыненко
31. Кто виноват — реж. Отар Дугладзе
32. Курсы офтальмологов — реж. Людмила Лазарева
33. Ленинград — музей под открытым небом — реж. Израиль Зейфман
34. Магнитные домены — реж. Эльвира Соловьёва
35. Маршрутами России — реж. Татьяна Ливанова
36. Методический совет — реж. Лев Иванов
37. Милосердие, самоотверженность, гуманизм — реж. Альберт Мартыненко
38. Мир народных промыслов — реж. Валентина Гуркаленко
39. Мир прекрасного — реж. Феликс Якубсон
40. Мы готовимся к школе — реж. В. Дорин
41. На главном направлении — реж. И. Григорьев
42. На режиссёрских уроках профессора Г. А. Товстоногова — реж. Мария Клигман
43. Наш рассказ о животных — реж. Игорь Раев
44. Не выбрасывай — реж. В. Трофимов
45. Не кури (мультипликационный) — реж. Т. Иванова
46. Не только разумом — реж. Валентина Гуркаленко
47. Новгородский фарфоровый завод «Пролетарий» — реж. Юрий Захаров
48. Новое в производстве фанеры — реж. Л. Никитина
49. О правилах пользования лёгкими лодками — реж. А. Загоскин
50. О правилах эксплуатации портового транспорта (мультипликационный) — реж. В. Таранова
51. Организация труда мастеров — реж. Б. Сорокин
52. Освоение Советского Крайнего Севера — реж. Юрий Климов
53. Основные направления эволюции органического мира — реж. Л. Никитина
54. Память металлов / Эффект Курдганева — реж. Ю. Головин
55. Переходные металлы — реж. Ф. Шебеко
56. Переходные процессы в электрических цехах — реж. Ф. Шебеко
57. Построение социализма в СССР. Раздел I «Индустриализация» — реж. Долорес Хмельницкая
58. Построение социализма в СССР. Раздел II «Коллективизация» — реж. Долорес Хмельницкая
59. Правильная осанка (мультипликационный) — реж. Н. Зельцер
60. Принципы конструирования и моделирования рабочей одежды — реж. Е. Зайцева
61. Проблемы и решения — реж. В. Никифорова
62. Программирование урожаев — реж. Галина Михайлова
63. Продажа крупногабаритных товаров по образцам — реж. Лев Иванов
64. Производство портальных и специальных мостовых кранов — реж. А. Карпушев
65. Про Левшу, суппорт и завод-самодел — реж. А. Васильев
66. Птицы — пересмешники — реж. К. Григорьев
67. Пути экономии топливно-энергетических ресурсов — реж. В. Швец
68. «Пьер Пуйяд» уходит в плавание — реж. Валерий Чигинский
69. Рассказ об эксперименте / Энергия — реж. Яков Назаров
70. Распространение марксисзма в России — реж. Зинаида Крашенкова
71. Резервы эффективности в мебельной промышленности — реж. Н. Кузин
72. Риск — дело благородное — реж. В. Петров
73. Ростов Великий — реж. Светлана Чижова
74. Руководитель и подчинённый на производстве — реж. Александр Сидельников
75. Русский балет — реж. Светлана Чижова
76. Рыбное хозяйство СССР — реж. Сергей Сиваченко
77. Сады Семирамиды — реж. В. Ефимов
78. Санитарно-бытовое обслуживание строителей — реж. Георгий Цветков
79. Секреты каменной воды — реж. Игорь Войтенко
80. Силуэты русского балета — реж. Светлана Чижова
81. Система машин для производства щепы — реж. Л. Никитина
82. Система машин ЛП-17а, ЛП-30б, ПЛ-1в — реж. Л. Никитина
83. Случаи поражения электрическим током (мультипликационный) — реж. А. Макаров
84. Счастливое детство — реж. Долорес Хмельницкая
85. Тайна старой Валдайки — реж. Светлана Крупенко
86. Татарское ПОО «Спартак» — для молодёжи — реж. А. Карпушев
87. Твоё открытие мира профессии. Фильм 2 — реж. В. Ефимов
88. Творческий план пропагандиста — реж. Александр Слободской
89. Точно по расписанию — реж. Юрий Захаров
90. Транспорт в СССР — реж. Александр Сидельников
91. У барьера точности
92. Улучшение условий труда женщин на геологоразведочных работах — реж. Эмиль Мухин
93. У нефтяного континента — реж. Эдуард Кац
94. Уникальный источник информации — реж. Тамара Иовлева
95. Уроки русского языка. Урок 27. День в Самарканде — реж. Александр Слободской
96. Учёные — автомобильному производству — реж. Дмитрий Делов
97. Фазовая плоскость — реж. А. Макаров
98. Физическая картина мира — реж. Светлана Крупенко
99. Физкультура и спорт в профтех. училищах — реж. Алексей Ерин
100. Хлеб Нечерноземья — реж. Галина Богорова
101. Художественные промыслы СССР. Художественная вышивка — реж. Людмила Шахт
102. Цокот волшебных копыт / Капитан детского театра — реж. Элла Короленко
103. Человек и высота — реж. Валентин Венделовский
104. Чтобы работать лучше — реж. В. Шапошников
105. Шубы из искусственного меха — реж. Светлана Крупенко
106. Экономия ресурсов на Соликамском и Балахнинском ЦБК — реж. Александр Мелихаров
107. Ян Проминский — реж. Л. Скшидло

### 1985
1. Автоматика в машинном доении — реж. В. Швец
2. Академия наук России / Российская Академия наук — реж. Леонид Волков
3. Арена и люди / Культурно-спортивный комплекс — реж. Светлана Чижова
4. Безопасность труда в переплётно-брошюровочных цехах — реж. Георгий Ершов
5. Болезни пчёл — реж. Мерувет Бакенбаева
6. Борьба за крестьянство — реж. Н. Лапшина
7. Борьба партии большевиков за единство и сплочённость в марте 1917 г. — реж. Н. Лапшина
8. В объективе — животные. Змеи (Фильм 7) — реж. Юрий Климов
9. Вид и видообразование — реж. И. Райзис
10. Владимир Цигаль — реж. Юрий Захаров
11. Возвращённое детство — реж. Долорес Хмельницкая
12. Возрождение Гатчины — реж. Израиль Зейфман
13. Воспитание красотой — реж. Эльвира Соловьёва
14. Геолог — академик А. В. Сидоренко — реж. Герман Улдукис
15. Гостиница «Ленинград» предлагает — реж. Н. Хотулёва
16. Грани алмаза — реж. Валентин Венделовский
17. Дельта-функция и её применение. Раздел 1 — реж. А. Макаров
18. Добровольные пожарные дружины на химических предприятиях — реж. А. Карпушев
19. Если б не было земли — реж. Дмитрий Делов
20. Живопись как вид искусства — реж. Феликс Якубсон
21. За правильное пользование газом — реж. А. Карпушев
22. Зона рискованного земледелия — реж. Лев Иванов, Александр Сидельников
23. Изотопы на службе здоровья — реж. Л. Бурёхина
24. Инрыбпром-85 — реж. Израиль Зейфман
25. Интенсивная технология возделывания гороха — реж. Х. Исмагилов
26. Интенсификация-90 — реж. Евгений Голубев
27. Историко-бытовой танец — реж. В. Ефимов
28. К Ладожским тайнам. Рассказ о подводной экспедиции
29. Конструкторы лучей — реж. Александр Слободской
30. Корреспонденты ТАСС передают — реж. Валентин Венделовский
31. Кругловязальные машины. Раздел 4. Структура и свойства трикотажа — реж. Долорес Хмельницкая
32. Кругловязальные машины. Раздел 5. Вязание купонов изделий — реж. Долорес Хмельницкая
33. К созвездию мира — реж. Н. Кузин
34. Курение опасно для всех (мультипликационный) — реж. А. Васильев
35. Курс — интенсификация — реж. Галина Богорова
36. Лён — конопель и хмель… / И другие технические культуры — реж. Валентина Ерзова
37. Медицина и время — реж. Сергей Сиваченко
38. Микропроцессоры в медицине — реж. Мерувет Бакенбаева
39. Надежда Константиновна Крупская. Воспоминания о жизни / Н. К. Крупская — реж. Валентина Матвеева
40. Народный учитель СССР Татьяна Гончарова — реж. Валентина Ерзова
41. Наука управлять / Достижения и задачи науки управления — реж. Отар Дугладзе
42. Научные открытия и технический прогресс — реж. В. Швец
43. Национально-освободительное движение в России (март — июнь 1917) — реж. Людмила Лазарева
44. Несколько интервью об атомной энергии / Академия наук СССР — реж. А. Карпушев
45. Новые достижения в области кинотехники — реж. Феликс Якубсон
46. Оборудование для плодоовощных магазинов — реж. Светлана Чижова
47. Обострение классовой борьбы в России (апрель — июнь 1917 г.) — реж. Сергей Шурин
48. Общенациональный кризис в России в июне 1917 — реж. Сергей Шурин
49. Об этом нельзя забывать — реж. Светлана Крупенко
50. Об этом следует знать — реж. Г. Глазунов
51. Один, два, три — реж. Галина Богорова
52. Опыт ведения зелёного хозяйства и цветоводства в Ленинграде — реж. Галина Михайлова
53. Орёл из инкубатора / Между соколом и казаркой — реж. Альберт Мартыненко
54. Особенности современного империализма — реж. В. Ермаков
55. Осторожно! Идёт окраска! — реж. В. Шапошников
56. Охрана труда на плодоовощных предприятиях. Раздел 1 — реж. Л. Никитина
57. Охрана труда на плодоовощных предприятиях. Раздел 2 — реж. Л. Никитина
58. Первая мировая война — реж. Игорь Войтенко
59. Передвижные узлы связи — реж. А. Муравьёв
60. Плодородие нечернозёмного гектара — реж. Л. Никитина
61. Победа февральской буржуазно-демократической революции — реж. Н. Лапшина
62. Порошковая металлургия — реж. Ю. Головин
63. Применение электротехнических устройств постоянного тока
64. Природная среда: состояние и контроль — реж. Игорь Войтенко
65. Природные условия ведения поисковых работ — реж. В. Ермаков
66. Проблемность в обучении / Овладевать проблемным методом обучения — реж. Б. Сорокин
67. Прогрессивная технология добычи и обогащения руд — реж. Леонид Клочков
68. Прогрессивные формы перевозок плодоовощной продукции — реж. В. Дорин
69. Производство зубчатых передач — реж. В. Дорин
70. Промышленное пчеловодство — реж. В. Швец
71. Промышленное содержание бройлеров — реж. Валентина Ерзова
72. Профессия будущего / Профессия — слесарь-наладчик — реж. Дмитрий Делов
73. Путешествие… В путешествие / Туристское обслуживание — реж. Н. Кузин
74. Региональная экономика. Фильм первый: Западно-Сибирский комплекс — реж. Эмиль Мухин
75. Репортаж из прошлого / Рассказы дяди Гиляя. Фильм 1. Минувшее проходит предо мною — реж. Юрий Риверов
76. Северная нива / Нечерноземье-85 — реж. Александр Слободской
77. Сера — реж. Светлана Чижова
78. Сергей Рахманинов. Из цикла Великие имена России — реж. Яков Назаров
79. Скульптура — реж. Эмиль Мухин
80. Советский Союз. Страницы культуры — реж. Александр Штаден
81. Сохранность урожая — забота общая — реж. Александр Мелихаров
82. Среди друзей — реж. Л. Скшидло
83. Строители — ремонтники / Рабочая смена ленинградских строителей, ремонтников — реж. Юрий Риверов
84. Ступени в подземное царство. Кольская сверхглубокая — реж. Мария Клигман, И. Райзис
85. Счёт в нашу пользу — реж. Евгений Аксёнов
86. Твоё здоровье в твоих руках — реж. В. Таранова
87. Творчество учителя и ученика — реж. Александр Сидельников
88. Технические средства обучения в высшей школе — реж. Герман Улдукис
89. Технология изготовления женской лёгкой одежды. Раздел 6. Монтаж деталей изделий — реж. Татьяна Ливанова
90. Тише: машинисту в рейс — реж. Сергей Шурин
91. Третий коммунистический Интернационал — реж. Галина Михайлова
92. Третья проблема трения / Здравствуй фобо — реж. Георгий Цветков
93. Трудовое воспитание и обучение в сельских малокомплексных школах — реж. Дмитрий Делов
94. Тюменский миллиард
95. Уникальный источник информации — реж. Тамара Иовлева
96. Устройство доильных установок — реж. Х. Исмагилов
97. Учись учиться — реж. А. Загоскин
98. Февральская буржуазно-демократическая революция — реж. Зинаида Крашенкова
99. Фундаментальные проблемы метрологии и научно-технический прогресс — реж. Людмила Лазарева
100. Хозрасчёт — путь эффективности строительства — реж. В. Павлов
101. Холодная объёмная и листовая штамповка — реж. Галина Михайлова
102. Эксплуатация жилищного фонда. Раздел 1 — реж. В. Черникова
103. Электрические явления / Электрические явления в природе — реж. Е. Зайцева
104. Эскалаторы метрополитена — реж. Н. Лапшина

### 1986
1. II съезд РСДРП — реж. Зинаида Крашенкова
2. А нам всё равно (мультипликационный) — реж. В. Трофимов
3. Автопортрет — реж. А. Васильев
4. Алгоритм здоровья — реж. В. Ефимов
5. Александр Блок. Из цикла «Великие имена России» — реж. Тамара Иовлева
6. Базовые территориальные патентные фонды — реж. Валентина Ерзова
7. Безопасная эксплуатация двигателя внутреннего сгорания — реж. Георгий Цветков
8. Безопасность при эксплуатации внутризаводского транспорта — реж. Галина Михайлова
9. Бесшахтный способ добычи полезных ископаемых — реж. Наталья Уложенко
10. Боги как люди — реж. Эмиль Мухин
11. Быстровозводимые убежища и простейшие укрытия податливой конструкции — реж. А. Александров
12. В. И. Ленин. Три источника и три составные части марксизма — реж. Герман Улдукис
13. В двух шагах от полюса — реж. Игорь Войтенко
14. В поисках единства — реж. Леонид Волков
15. В хмельном угаре (мультипликационный) — реж. В. Трофимов
16. Военно-морская академия — реж. Л. Никитин
17. Возвращение — реж. Дмитрий Делов
18. Воздушно-пламенная резка — реж. Ю. Головин
19. Вращение плоскости поляризации — реж. Ф. Шебеко
20. Встреча с городом. Урок русского языка № 20 — реж. Е. Зайцева
21. Встречи с искусством. Уроки русского языка № 18 — реж. С. Рахманов
22. Выгодная ли культура — рожь? — реж. Н. Лапшина
23. Высокоэффективная технология переработки льна — реж. В. Ермаков
24. Город морской славы — реж. Г. Коротышев
25. Государственный интерес — реж. Е. Зайцева
26. Гражданская оборона в училище профтехобразования — реж. Александр Мелихаров
27. Давайте подумаем — реж. Элла Короленко
28. Динамика поршневых двигателей — реж. Георгий Цветков
29. Для Вас строители — реж. Ю. Головин
30. Дождевальная установка Кубань-Л — реж. В. Швец
31. Доярка и пастух — реж. А. Карпушев
32. Жёсткие проблемы гибкости — реж. Сергей Сиваченко
33. Живите в доме, и не рухнет дом — реж. Валентина Матвеева
34. Заряд в электрическом и магнитных полях — реж. Лев Иванов
35. Здравствуй, Артек
36. Изготовление и контроль фотополимерных форм — реж. И. Райзис
37. Искусство акварели — реж. Мария Клигман
38. Карта великой Родины — реж. Сергей Сиваченко
39. Каучук — реж. В. Мухин
40. Кировск — центр горнолыжного спорта — реж. Евгений Аксёнов
41. Когда приходит праздник — реж. Х. Исмагилов
42. Конструирование подвижных деталей ДВС — реж. Георгий Цветков
43. Кормоуборочный комбайн КСК-100 — реж. Е. Зайцева
44. Ленинград без наводнений — реж. Израиль Зейфман
45. Ловушка — реж. Галина Богорова
46. Милитаризация капиталистической экономики и её последствия — реж. Б. Сорокин
47. Монолог о сущности машин — реж. Александр Сидельников
48. Монтаж конструкций промышленных зданий — реж. В. Дорин
49. На автомобиле по СССР — реж. Н. Хотулёва
50. Научно-технический прогресс в судостроении — реж. В. Ермаков
51. Не только разумом — реж. Валентина Гуркаленко
52. Никотиновая трагедия — реж. Н. Кузин
53. Новое в технологии лесозаготовок
54. Обработка и хранение эмбрионов. Раздел 26. Искусственное осеменение сельскохозяйственных животных — реж. Алексей Ерин
55. Обратный осмос — реж. А. Муравьёв
56. Обслуживание самолёта ЯК-42 средствами наземной механизации — реж. Х. Исмагилов
57. Общественность в борьбе с пьянством — реж. Евгений Аксёнов
58. Одежда для детей — реж. Н. Хотулёва
59. Один день «Мира» — реж. Светлана Чижова
60. Охрана труда в геологии — реж. А. Александров
61. Охрана труда на нефтеперабатывающих заводах — реж. Х. Исмагилов
62. Педагогические ситуации. Раздел 3. Формирование личности
63. Пишите письма — реж. А. Карпушев
64. Победа Октябрьского вооружённого восстания в Петрограде — реж. Валентина Ерзова
65. Повар, портной, пианист и другие… — реж. Александр Слободской
66. Поделись своей мыслью — реж. Феликс Якубсон
67. Подросток и алкоголь — реж. Элла Короленко
68. Покупателю нужную книгу
69. Помнит страна Финляндия — реж. Б. Сорокин
70. Помог автоинспектор
71. Применение деминерализованного костного трансплантата в детской ортопедии
72. Принципы разгазирования выемочных участков. Раздел 2
73. Природные сообщества — реж. Галина Михайлова
74. Прогрессивная технология семеноводства люцерны — реж. Л. Круглова
75. Прогрессивное молодёжное движение в странах капитала — реж. Юрий Захаров
76. Производство говядины на промышленно основе — реж. Эльвира Соловьёва
77. Происхождение религии — реж. Мерувет Бакенбаева
78. Прямой вариант — реж. Юрий Климов
79. Путешествие в Коломну — реж. Людмила Шахт
80. Региональная экономика. Фильм второй. Саянский комплекс — реж. Эмиль Мухин
81. Репортаж из прошлого / Рассказы дяди Гиляя. Фильм 2. Друзья и встречи — реж. Юрий Риверов
82. Робот и пеструха — реж. Николай Макаров
83. Ровесники города — реж. Игорь Раев
84. Свобода совести в СССР — реж. Евгений Голубев
85. Свободное время ребёнка — реж. Л. Бурёхина
86. Сегодня и каждый день — реж. Эдуард Кац
87. Скоро вы станете родителями — реж. А. Кусов
88. Советская армия. Военно-морская академия — реж. Л. Никитина
89. Советская Армия. Ракетчики сухопутных войск — реж. Н. Пузин
90. Советская школа — реж. Людмила Лазарева
91. Создание лекарственных средств — реж. Мария Клигман
92. Строительство цементобетонных покрытий — реж. Сергей Шурин
93. Судьба руды — реж. Светлана Крупенко
94. Сфинкс. Размышления о смысле истории — реж. Валентина Гуркаленко
95. Табачная история — реж. Лев Иванов
96. Такие простые истины — реж. Феликс Якубсон
97. Телекурс русского языка. Урок 16. По РСФСР. Три встречи — реж. Александр Слободской
98. Территориальные фонды патентной информации
99. Техника безопасности в лесопильном производстве — реж. Дмитрий Делов
100. Технический прогресс и книга
101. Технология изготовления женской лёгкой одежды. Раздел 7. Отделка деталей изделий — реж. Валентина Матвеева
102. Турне за океаном — реж. В. Павлов
103. Украшения с кораллами
104. Укрупнённая комплексная бригада на участке фотоформ
105. Ультрафильтрация — реж. А. Муравьёв
106. Ума чистейшего плоды — реж. Людмила Шахт
107. Умей владеть собой — реж. И. Райзис
108. Урок 18. Встречи с искусством телекурса русского языка. Знакомимся с Советским Союзом — реж. С. Рахманов
109. Урок 20. Москва. Встреча с городом — реж. Е. Зайцева
110. Уроки русского языка. Урок 17. Наука на службе человека
111. Хитрый волк (права Анимафильм?)
112. Хозяйство доильных установок
113. Художник Борис Щербаков — реж. Яков Назаров
114. Человек фантазирующий — реж. В. Ефимов
115. Что построим мы? — реж. Л. Бурёхина
116. Электрорадиоизмерения в медицине — реж. Александр Братуха
117. Электротехника в народном хозяйстве — реж. Валентина Ерзова
118. Энергетические ядерные реакторы — реж. Георгий Ершов
119. Эффект сверхпластичности — реж. Ю. Головин
120. Ювелирная эмаль — реж. Юрий Захаров
121. Ядерные реакции — реж. Георгий Цветков
122. Якутские алмазы — реж. Валентин Венделовский

### 1987
1. 1917 февраль — реж. Зинаида Крашенкова
2. Автоматизация управления разведочным бурением — реж. Ф. Шебеко
3. Автомобильная энциклопедия. Часть 1. Всё для автолюбителей — реж. Георгий Цветков
4. Алкоголь — фактор риска сердечно-сосудистых заболеваний (мультипликационный) — реж. В. Трофимов
5. Андрей Рублёв — реж. Л. Никитина
6. АСУ «Нефрит» — реж. Б. Сорокин
7. Безопасные приёмы труда в корпусно-обрабатывающем производстве — реж. Герман Улдукис
8. Белое море не белое пятно — реж. Игорь Войтенко
9. Бойтесь рыжих с усами — реж. Евгений Аксёнов
10. Борьба с внезапными выбросами угля и газа — реж. Ф. Шебеко
11. Борьба с метаном в угольных шахтах. Раздел 1. Источники выделения метана — реж. Ф. Шебеко
12. Борьба с метаном в угольных шахтах. Раздел 2. Принцип загазирования — реж. Ф. Шебеко
13. Борьба с метаном в угольных шахтах. Раздел 3. Наиболее опасные места скопления метана — реж. Ф. Шебеко
14. Борьба с метаном в угольных шахтах. Раздел 4. Наиболее опасные места скопления метана — реж. Ф. Шебеко
15. Борьба с шумом в судостроительных цехах — реж. Галина Михайлова
16. Бросок — реж. Александр Слободской
17. В ваших интересах — реж. В. Швец
18. В деревне. Уроки русского языка № 22 — реж. Валентина Матвеева
19. В объективе — животные. Скорпион, тарантул и другие — реж. Юрий Климов
20. В Пушкине на заповедной земле — реж. Израиль Зейфман
21. Влияние курения на пищеварительную систему — реж. Игорь Раев
22. Водолазные и подводно-технические работы на нефтегазопромыслах. Фильм 1 — реж. А. Дубровский
23. Водолазные и подводно-технические работы на нефтегазопромыслах. Фильм 2 — реж. А. Дубровский
24. Водоросли — реж. В. Познин
25. Возведение кирпичных зданий — реж. Георгий Ершов
26. Возвращение к себе — реж. В. Ермаков
27. Возрождение — реж. Н. Хотулёва
28. Вредные привычки и ваше здоровье — реж. Александр Сидельников
29. Гигиена труда медицинских работников — реж. Георгий Цветков
30. Гидрометеообеспечение народного хозяйства — реж. Х. Исмагилов
31. Гиподинамия (мультипликационный) — реж. В. Таранова
32. Город-герой на карте Родины — реж. Долорес Хмельницкая
33. Грипп — реж. А. Муравьёв
34. Двенадцатая пятилетка. Инициатива и поиск — реж. Галина Богорова
35. Движение крови по сосудам — реж. Юрий Захаров
36. Дельта-функция и её применение. Раздел 2 — реж. А. Макаров
37. Деминерализованный костный трансплантант в детской ортопедии — реж. Долорес Хмельницкая
38. Деятельность партии большевиков 1914 — февраль 1917 — реж. Зинаида Крашенкова
39. Добыча апатитовых руд — реж. Галина Михайлова
40. До дому не дошёл — реж. Эльвира Соловьёва
41. Доктор из Кургана (из цикла «Единомышленники»)
42. Дуэль императоров — реж. Леонид Волков
43. Заводской портрет — реж. Л. Бурёхина
44. За культурный здоровый и трезвый образ жизни — реж. А. Александров
45. Зарядное устройство «Рассвет 2» — реж. Евгений Аксёнов
46. Здравоохранение на службе народа — реж. Валентина Матвеева
47. Знамя борьбы за рабочее дело — реж. Зинаида Крашенкова
48. Изготовление арматурных изделий — реж. А. Александров
49. Иммунный барьер — реж. Тамара Иовлева
50. Интенсификация производства на Череповецком металлургическом комбинате — реж. Х. Исмагилов
51. Искусство быть красивой — реж. Светлана Чижова
52. История КПСС (27 съезд КПСС) — реж. Александр Штаден
53. Клетка — реж. Электра Владыкина, в титрах — Е. Владыкина
54. Книги, заряжающие энергией — реж. В. Ермаков
55. Композиция скульптуры — реж. В. Дорин
56. Компьютерные игры — реж. Александр Сидельников
57. Красноярский меридиан — реж. Альберт Мартыненко
58. Культурные пастбища — основа летнего содержания скота — реж. Юрий Климов
59. Курение — фактор риска сердечно-сосудистых заболеваний (мультипликационный) — реж. В. Таранова
60. Ленинград встречает туристов — реж. Мерувет Бакенбаева
61. Литературные встречи. Уроки русского языка № 19 — реж. Раменский
62. Лицо дисплея — реж. Феликс Якубсон
63. Маркшейдеры — реж. А. Александров
64. Мачеха — реж. Феликс Якубсон
65. Методы изготовления изделий из пластмасс — реж. И. Райзис
66. Микроклимат в экипаже — реж. Валентин Венделовский
67. Мираж — реж. Дмитрий Делов
68. Молодость, питание, здоровье — реж. Витольд Российкин
69. Морской инженер Борис Малинин — реж. Альберт Мартыненко
70. Мы были не только свидетелями… — реж. Л. Скшидло; совместно с ПНР
71. Мы любим спорт. Из серии «Учимся говорить по-русски» — реж. Е. Зайцева
72. Наглядно, убедительно, доходчиво — реж. В. Ефимов
73. Не рискуй! (мультипликационный) — реж. А. Васильев
74. Новое в технологии производства мучных кондитерских изделий — реж. Татьяна Ливанова
75. НТП и дорожное движение — реж. В. Ермаков
76. Обезвреживание промышленных стоков: проблемы и решения — реж. В. Милейко
77. Ожирение — реж. В. Трофимов
78. Опасное опьянение — реж. В. Черникова
79. Опыт создания ГПС для корпусных деталей — реж. В. Черникова
80. Оригинальные вещи в магазинах Ленкомиссионторга — реж. Ю. Головин
81. Открытое сердце. Из цикла «Единомышленники» — реж. Сергей Сиваченко
82. От монолога — к диалогу — реж. Е. Зайцева
83. Очистка сточных вод химических производств — реж. Б. Сорокин
84. Первая годовщина — реж. Яков Назаров
85. Первый декрет советской власти — реж. Александр Штаден
86. Пластические массы в машиностроении — реж. Л. Никитина
87. Получение и использование рыбного белка — реж. Х. Исмагилов
88. Прогрессивные методы обработки поверхностей самолётов — реж. Георгий Ершов
89. Прозрение — реж. Людмила Лазарева
90. Профессия — авиационный техник — реж. Мерувет Бакенбаева
91. Профилактика вегетососудистой дистонии — реж. В. Дорин
92. Пуск газа в жилой дом — реж. Наталья Уложенко
93. Путешествие по Заполярью — реж. Н. Лапшина
94. Разработка управляющих программ для станков с ЧПУ
95. Раскинулось море широко… — реж. Николай Макаров
96. Рассудку вопреки — реж. Долорес Хмельницкая
97. Рациональное использование вторичных ресурсов
98. Региональная экономика. Фильм третий. Братско-Усть-Илимский комплекс — реж. А. Кусов
99. Репортаж с перекрёстка — реж. В. Ермаков
100. Рыцари подводных трасс — реж. А. Дубровский
101. Самый трудный барьер. Тюменский ускоритель — реж. Н. Кузин
102. Скерцо для ускорителя — реж. А. Карпушев
103. Сковороды — реж. Мария Клигман
104. Советская Армия. Слушатель военной академии — реж. Герман Улдукис
105. Современные спектральные приборы — реж. С. Рахманов
106. Социалистический образ жизни — реж. Эльвира Соловьёва
107. Социалистическое общественное воспроизводство — реж. С. Рахманов
108. Спортивные ритмы — реж. Евгений Аксёнов
109. СССР в послевоенные годы (1945—1961) — реж. Н. Лапшина
110. Стиральная машина «Вятка-автомат» — реж. Евгений Аксёнов
111. Стратегия прогресса — реж. Людмила Шахт
112. Строение и эволюция солнца и звёзд — реж. А. Васильев
113. Сфинкс. Размышление о смысле истории — реж. Валентина Гуркаленко
114. Сюрпризы твёрдого огня — реж. Ю. Головин
115. Тепловидение в практической медицине — реж. Г. Глазунов
116. Технологические потери и затраты в хлебопечении — реж. Татьяна Ливанова
117. Технический прогресс: время перемен — реж. Яков Назаров
118. Техническое зрение для робототехники и ГПС — реж. В. Мухин
119. Техническое обслуживание и модернизация металлорежущего оборудования с ЧПУ — реж. В. Милейко
120. Технология изготовления рессор и пружин — реж. Н. Лапшина
121. Уроки русского языка. Урок 19. Литературные встречи — реж. Раменский
122. Уроки русского языка. Урок 22. В деревне — реж. Валентина Матвеева
123. Ускоренное воспроизводство пчелиных семей — реж. Б. Виноградов
124. Утилизировать твёрдые полимерные отходы — реж. А. Кусов
125. Уход за больным ребёнком на дому — реж. Л. Бурёхина
126. Физико-химические основы работы микроэлектронных приборов — реж. Л. Гриценко
127. Физические упражнения в режиме дня ПТУ — реж. В. Ермаков
128. Фотоэлементы и их применение — реж. Б. Виноградов
129. Экологические системы и их охрана — реж. Дмитрий Делов
130. Электрические двигатели — реж. Израиль Зейфман
131. Электрогравиметрический метод анализа — реж. С. Рахманов
132. Энергия, подаренная солнцем — реж. Светлана Чижова
133. Этапы развития атомной энергетики — реж. А. Муравьёв
134. Этюды об игре — реж. В. Мухин
135. Я не курю (мультипликационный) — реж. Ю. Соловьёв
136. Я не черепаха — реж. В. Ефимов

### 1988
1. Август, 1939 — реж. В. Познин
2. Александр Блок — реж. Александр Слободской
3. Барышня — реж. Н. Хотулёва
4. Безопасность при механо-монтажных работах на судах — реж. Игорь Раев
5. Безопасность труда на книготорговых предприятиях — реж. Альберт Мартыненко
6. Безопасность труда при монтаже антенных мачт — реж. Е. Зайцева
7. Безотходная переработка апатита азотнокислым методом — реж. С. Рахманов
8. Безотходная переработка апатита сернокислым методом — реж. И. Райзис
9. Безотходная переработка нефелина — реж. Мерувет Бакенбаева
10. Беседа с шипшандером и агентом — реж. Е. Зайцева
11. Беседы с таможенным инспектором, раздел 1, 2 — реж. Е. Зайцева
12. Библиотеки страны Советов — реж. Наталья Уложенко
13. Богомол играет в прятки — реж. Юрий Климов
14. Борис Эйфман. Познание — реж. Элла Короленко
15. Будущая семья и здоровье — реж. Эдуард Кац
16. Бузулукский бор — реж. Альберт Мартыненко
17. Бюджет страны Советов — реж. В. Иткин
18. В глубь кристаллов — реж. Альберт Мартыненко
19. Вечности заложник — реж. Яков Назаров
20. Внедрение АСУ ТП на предприятиях лесного комплекса — реж. Н. Кузин
21. Водолазные и подводно-технические работы на нефтегазопромыслах. Фильм 3
22. Воззрение на «Святую Троицу» — реж. Л. Никитина
23. Воспоминание о Юлии Вревской — реж. Валентина Гуркаленко; совместно с НРБ
24. В поисках Санкт-Петербурга — реж. Валентина Матвеева
25. Геодинамические исследования при геологической съёмке — реж. Наталья Уложенко
26. Главная домна страны — реж. В. Мухин
27. Двадцать шестой съезд КПСС — реж. Александр Штаден
28. День поминовения — реж. Дмитрий Делов
29. Динамика относительного движения — реж. Ф. Шебеко
30. Дуэтно-классический танец. Раздел 3. Поддержка — средство пластической выразительности — реж. И. Райзис
31. Есть, полный вперёд — реж. В. Ефимов
32. Жизнь — явление космическое — реж. Леонид Волков
33. Законы наследственности — реж. Светлана Крупенко
34. За Невской заставой — реж. В. Ермаков
35. И в праздники, и в будни / Хор имени Пятницкого — реж. Мария Клигман
36. Из опыта работы учителей новгородской области — реж. Леонид Костричкин
37. Игла — реж. Юрий Захаров
38. Индустриальный метод обслуживания СЦБ и связи — реж. Х. Исмагилов
39. Интенсивная технология возделывания сахарной свёклы — реж. В. Сергеев
40. Карельский гранит — дорожникам Нечерноземья — реж. Герман Улдукис
41. Керамические облицовочные изделия — реж. А. Карпушев
42. Кино — средство познания мира. Раздел 2. Как делают кино — реж. В. Мухин
43. Класс — реж. Зинаида Крашенкова
44. Конструирование корпусных деталей и подшипников — реж. Ю. Головин
45. Контроль качества цементобетонных дорожных покрытий — реж. В. Черникова
46. Курение и дети (мультипликационный) — реж. Л. Гриценко
47. Курить — это не значит быть взрослым — реж. А. Трохачёв
48. Ленин и Плеханов / Диалоги — реж. Сергей Сиваченко
49. Маркс, Энгельс и революционная Россия — реж. Зинаида Крашенкова
50. Машинизация содержания пути — реж. Х. Исмагилов
51. Меры борьбы с эймериозом кур — реж. Г. Глазунов
52. Мода стран — членов СЭВ — реж. В. Ефимов
53. Мужество и героизм пожарных Чернобыля / Героизм и мужество пожарных — реж. В. Попов
54. На дне / Сколько стоит любовь — реж. Эдуард Кац
55. На путях добрососедства — реж. Валентин Венделовский
56. Наш завод крупным планом — реж. Георгий Цветков
57. Невечная мерзлота — реж. И. Райзис
58. Нелинейная оптика — реж. С. Рахманов
59. Не навреди — реж. Людмила Лазарева
60. Не только шум — реж. Тамара Иовлева
61. Обеспечение безопасности при проведении гидравлических испытаний — реж. Герман Улдукис
62. Облицовка стен и колонн плиткой — реж. В. Сергеев
63. Общество и природа — реж. Галина Михайлова
64. Организация технического обслуживания и сохранности техники — реж. Эльвира Соловьёва
65. Организация труда продавца продовольственных товаров — реж. Б. Сорокин
66. От печки — реж. Леонид Костричкин
67. Отходы в доходы — реж. Мерувет Бакенбаева
68. Очень маленькие трагедии / Едоки — реж. Константин Бронзит, Ринат Газизов
69. Передача и распределение электроэнергии — реж. В. Швец
70. Поговорим об этикете. Разговор первый «Честь имею» — реж. А. Васильев
71. Получение и применение серной кислоты — реж. Георгий Ершов
72. Предчувствие гражданской войны — реж. Евгений Аксёнов
73. Прибыльные отходы — реж. В. Дорин
74. Природу на помощь природе — реж. В. Швец
75. Программа «Здоровье» — резервы эффективности — реж. Светлана Крупенко
76. Пропаганда фотолюбительства — реж. Евгений Аксёнов
77. Просто вежливость — реж. Галина Богорова
78. Прямые связи предприятий — реж. Феликс Якубсон
79. ПТУ: За и против — реж. Н. Лапшина
80. Русский сезон в Париже — реж. В. Павлов
81. Санитарный осмотр судна. Урок английского языка — реж. Е. Зайцева
82. Саркоцистоз — реж. В. Черникова
83. Силуэты города Канта — реж. Игорь Раев
84. Система оказания амбулаторной помощи инфекционному больному — реж. Мерувет Бакенбаева
85. Системы автоматизированного проектирования автодорог — реж. В. Черникова
86. Соколиная охота — реж. Юрий Климов
87. Социальное развитие Владимирского тракторного завода — реж. Феликс Якубсон
88. Специальный персональный — реж. Н. Хотулёва
89. Срочная продажа — реж. Л. Бурёхина
90. Старейший русский театр балета — реж. В. Павлов
91. Строительство парков Ленинграда — реж. Сергей Балакирев
92. Судовая автоматика и системы управления механизмами — реж. Александр Мелихаров
93. Счётчик переписи населения — реж. Л. Бурёхина
94. Твоё свободное время — реж. Юрий Захаров
95. Техника безопасности при производстве судовых водолазных работ — реж. Александр Мелихаров
96. Точка зрения — реж. Витольд Российкин
97. Трактор К-701М — реж. Эльвира Соловьёва
98. Трактор Т-30А — реж. Ю. Головин
99. Труд советских людей — реж. Светлана Чижова
100. Уборка льна в рулоны
101. Универмаг «Спорт» — реж. Светлана Крупенко
102. Управление социальными процессами при социализме — реж. Б. Сорокин
103. Уравнение гиперболического типа (мультипликационный) — реж. А. Макаров
104. Урожайность, «Кировцы», перспектива — реж. Эльвира Соловьёва
105. Учащимся об информатике и компьютерах — реж. Евгений Аксёнов
106. Физика и научно-технический прогресс — реж. Эмиль Мухин
107. Химическая тревога — реж. Витольд Российкин
108. Хозрасчет и экология — реж. В. Ермаков
109. Художественное ткачество. Фильм 2. Гобелены — реж. Электра Владыкина, в титрах — Е. Владыкина
110. Чугунный путь — железное счастье — реж. А. Карпушев
111. Электролиз — реж. Галина Михайлова
112. Это — СПИД! — реж. Тамара Иовлева
113. Это — СПИД. Чума XX века — реж. Тамара Иовлева

### 1989
1. А жизнь короткая такая / Вдовы — реж. Ю. Половников
2. Автоматизация и мы — реж. Л. Гриценко
3. Автоматизированная пневмомеханическая прядильная машина ППМ-120 — реж. Евгений Аксёнов
4. Агрегат лесопожарный фрезеровочный АЛФ-10 — реж. Г. Глазунов
5. Ариадна — реж. Людмила Шахт
6. Банкрот — реж. Израиль Зейфман
7. Биография башмачка — реж. В. Мухин
8. Благоухающий мужчина (мультипликационный) — реж. А. Васильев
9. Борьба за живучесть судна. Заделка пробоин — реж. А. Дубровский
10. В космосе и на земле — реж. С. Босов
11. В начале пути. Возникновение пролетарской партии в России — реж. Зинаида Крашенкова
12. В огне — реж. Л. Бурёхина
13. В поисках Мнемозины — реж. Альберт Мартыненко
14. В Пушкинском заповеднике / Учимся говорить по-русски. Фильм 1 — реж. Б. Сорокин
15. В школе без травм — реж. Л. Бурёхина
16. Вводный инструктаж по технике безопасности — реж. Эмиль Мухин
17. Везение по-ленинградски… — реж. Долорес Хмельницкая
18. Взгляд на сытую страну / Общее поле — реж. Эдуард Кац
19. Возведение земляного полотна — реж. Сергей Шурин
20. Возведение монолитных конструкций зданий и сооружений — реж. В. Милейко
21. Возвращение Ахматовой — реж. Людмила Шахт, Сергей Балакирев
22. Воспоминание о Юлии Вревской — реж. Валентина Гуркаленко, С. Енев
23. Всё, что было загадано… / Мужчины и женщины — реж. Светлана Чижова
24. Газосварочные работы в строительстве. Газовая сварка металла — реж. В. Павлов
25. Газосварочные работы в строительстве. Раздел 2. Термическая резка металла — реж Б. Орлова
26. Геотекстильные материалы для дорожных работ — реж. Герман Улдукис
27. Гиганты идут в Арктику — реж. С. Рахманов
28. Гималаи. Траверс Канченджанги — реж. Валентин Венделовский
29. Детские шалости — реж. В. Черникова
30. Доказательство эволюции органического мира — реж. Е. Зайцева
31. Дорога к дому / Архитектура 80 — реж. В. Ермаков
32. Загадки бухты Кратерной / В объятиях вулкана — реж. Игорь Войтенко
33. Займите место на Олимпе — реж. Евгений Аксёнов
34. …И в праздники и, в будни… — реж. Мария Клигман
35. Изготовление мужских костюмов. Кинокурс. Раздел 4. Монтаж деталей пиджака — реж. Л. Семичева
36. Иконика — реж. Г. Глазунов
37. Имя для звезды — реж. С. Босов
38. Интенсивная технология производства льна-долгунца — реж. Георгий Ершов
39. Исследуем Арктику / Арктика в прошлом и настоящем — реж. В. Петров
40. Как спасти утопающего — реж. Долорес Хмельницкая
41. Канун и начало II мировой войны — реж. Виталий Познин
42. Карелия туристическая — реж. Татьяна Ливанова
43. Карелия. Фантазия — экспромт — реж. Татьяна Ливанова
44. Клуб и досуг железнодорожников — реж. Б. Сорокин
45. Книга, которая мне нужна — реж. Н. Готовцева, Людмила Лазарева
46. Кола — реж. А. Карпушев
47. Комплексная подготовка студентов по гражданской обороне — реж. Игорь Раев
48. Крепость неодолимая / Мир малых городов. Кириллов — реж. Валентина Матвеева
49. Лечение без огласки — реж. Галина Богорова
50. Люминесценция — реж. Георгий Ершов
51. Машины и мотоинструменты для валки леса — реж. Г. Глазунов
52. Межколхозная здравница — реж. В. Швец
53. Меры безопасности при гидрогеологических работах — реж. Витольд Российкин
54. Механизмы текстильных машин — реж. С. Рахманов
55. Монолог счастливого человека / Преодоление — реж. Долорес Хмельницкая
56. Музыкальные игры — реж. Виталий Аксёнов
57. Новые оптические эффекты в пористых стёклах — реж. Е. Зайцева
58. Нравственно-эстетическое воспитание учащихся в профтехучилище — реж. В. Милейко
59. Обновление женского лёгкого платья — реж. Георгий Цветков
60. Один на один со временем / Пирамида — реж. Яков Назаров
61. Одновременный световой контраст — реж. Витольд Российкин
62. Ориентирование на местности при геологоразведочных работах — реж. Дмитрий Делов
63. О томографе, точности и человечности / Что может томограф — реж. С. Босов
64. Пётр Великий — реж. Леонид Волков
65. Поведение в защитных сооружениях — реж. Л. Никитина
66. Поверхностное натяжение — реж. Ю. Соловьёв
67. Повестка дня / Между Востоком и Западом — реж. Феликс Якубсон
68. Поговорим об этикете. Разговор второй. Дуэль — реж. А. Васильев
69. Подготовка бортпроводников в гражданской авиации — реж. И. Райзис, Л. Дубровская
70. По лезвию бритвы — реж. Галина Богорова
71. Полупроводниковые приборы — реж. Валентина Ерзова
72. Помогает гимнастика — реж. В. Дорин
73. Правила для всех
74. Правила для маленьких и взрослых / Дорога без травм — реж. Х. Исмагилов
75. Природная среда: состояние и контроль — реж. Игорь Войтенко
76. Приспособление сельхозтехники для тушения пожаров — реж. Сергей Сиваченко
77. Производственное объединение «Кировский завод» / Достижения объединения «Кировский завод» в 12 пятилетке — реж. И. Райзис
78. Производство никеля — реж. Ф. Шебеко
79. Производство химических волокон. Раздел 2. Производство капроновых нитей — реж. В. Петров
80. Профессия — дизайнер / Советский дизайн — реж. Тамара Иовлева
81. Разработано в ЛИТМО — реж. С. Босов
82. Разумность восприятия — реж. Феликс Якубсон
83. Рассказы пожарного инспектора. Фильм 1. Электроприборы — реж. В. Швец
84. Рассказы пожарного инспектора. Фильм 2. Огонь и дети — реж. В. Швец
85. Рассказы пожарного инспектора. Фильм 3. Печи — реж. Сергей Сиваченко
86. Рассказы пожарного инспектора. Фильм 4. Открытый огонь — реж. Сергей Сиваченко
87. Реставрация исторических садов и парков Ленинграда — реж. Сергей Балакирев
88. Руны Выборга — реж. Н. Кузин
89. Русская система. Фильм первый — реж. Галина Михайлова
90. Сельские подсобные производства и промыслы
91. Системы машин для рубок промежуточного пользования — реж. Г. Глазунов
92. Сотри случайные черты / Большой туристический, культурный и развлекательный центр в Ленинграде — реж. Н. Хотулёва
93. Средства связи агропрома — реж. Эмиль Мухин
94. Стресс (мультипликационный) — реж. В. Таранова
95. Судовые вспомогательные механизмы и системы — реж. Александр Мелихаров
96. Так-то и я могу… — реж. Х. Исмагилов
97. Тип кишечнополостные / Кишечнополостные. Гидра пресноводная — реж. А. Муравьёв
98. Транспорт будущего / Ветеринарная больница — реж. Н. Лапшина
99. Тренер / «Рубикон» — реж. Александр Слободской
100. Туберкулёз крупного рогатого скота — реж. В. Королёва
101. Тяжба о наследстве — реж. В. Ермаков
102. Уборка льна в рулоны — реж. Георгий Ершов
103. У озера Зеркального — реж. Зинаида Крашенкова
104. Уравнения параболического типа — реж. Фокичев
105. Уроки этикета — реж. Мерувет Бакенбаева
106. Учебные киновидеофильмы — реж. В. Мухин
107. Феномены — реж. Элла Короленко
108. Физиология мотиваций и эмоций — реж. Мерувет Бакенбаева
109. Физические основы радиопередач — реж. Наталья Уложенко
110. Флагман советского электромашиностроения — реж. В. Черникова
111. Центральное научно-производственное объединение «Ленинец» — реж. Сергей Сиваченко
112. Человек и природа. Ориентиры в мире профессий — реж. Людмила Лазарева
113. Чистка изделий из натурального меха — реж. Евгений Аксёнов
114. Что делать, если пожар случился — реж. Герман Улдукис
115. Что делать при пожаре в сельском доме — реж. Герман Улдукис
116. Что такое мораль? — реж. Эльвира Соловьёва
117. Чудеса в Торонто / Мой брат — гомункулюс — реж. Н. Хотулёва
118. ЭВМ планирует работу локомотивных бригад — реж. Н. Лапшина
119. Экспедиции в Гималаи. Фильм 1 — реж. Валентин Венделовский
120. Экспедиции в Гималаи. Фильм 2 — реж. Валентин Венделовский
121. Эксплуатация автоматизированной пневмомеханической прядильной машины ППМ-120 А/М — реж. Евгений Аксёнов
122. Электрические генераторы — реж. Ю. Соловьёв
123. Эталонирование дизельной топливной аппаратуры — реж. Эльвира Соловьёва
124. Это мы, господи — реж. Е. Иванов

### 1990
1. Аврора и Спас. Судьба двух памятников — реж. В. Ермаков
2. АН-28 над просторами Антарктиды — реж. А. Рачков
3. Аренда в действии — реж. Эмиль Мухин
4. Арктика глазами геологов — реж. Евгений Голубев
5. Белый генерал — реж. Валентина Гуркаленко, С. Енев; совместно с НРБ
6. Беседы с лоцманом — реж. Е. Зайцева
7. Биология обучения приматов — реж. Мерувет Бакенбаева
8. Бомба — реж. Сергей Балакирев
9. Быть ли Балтике чистой — реж. Алёшина
10. Вагоны-рестораны и вагоны-кафе — реж. Герман Улдукис
11. Владимир Соловьёв / Молодые годы — реж. Л. Бурёхина
12. Возникновение большевизма — реж. Зинаида Крашенкова
13. Возрождение английского парка в Петергофе — реж. Сергей Балакирев
14. В поисках истины. Беседы Шри Ауробиндо / Что есть истина — реж. Н. Хотулёва
15. В постоянном поиске — реж. С. Рахманов
16. Временно живу / Полярная почта — реж. Евгений Голубев
17. Генетика и селекция — реж. Е. Зайцева
18. Геология Арктики / Арктика глазами геологов
19. Глаголь добро — реж. Эмиль Мухин
20. Гость из Колорадо — реж. Г. Глазунов
21. Дело о памятнике императору Александр III — реж. Леонид Волков
22. Динамика точки и системы — реж. Ю. Соловьёв
23. Добыча и использование сапропелей — реж. В. Петров
24. Дорогами Прикамья / Маршрутами Прикамья — реж. Татьяна Ливанова
25. Дух, душа, тело / Епископ Лука — реж. Наталья Уложенко
26. Если у ребёнка пищевая аллергия — реж. Георгий Цветков
27. Живём одной семьёй — реж. В. Швец
28. Живопись — реж. В. Мухин
29. Жил был у бабушки… / Любовь ли? — реж. Яков Назаров
30. Жить хочется — реж. О. Пунчонок
31. Загадка Цусимы / Адмирал Рожественский — реж. В. Ермаков
32. Защитные пласты. Раздел 3 — реж. А. Муравьёв
33. Звезда Полынь. Фильм 1 — реж. Валентина Гуркаленко
34. Здесь вас ждут — реж. Галина Богорова
35. Здоровье по-американски / Здоровье американцев нашими глазами — реж. Игорь Войтенко, Виталий Познин
36. Золотой всадник / к/к «Азарт» — реж. Альберт Мартыненко
37. Изготовление мужских костюмов. Кинокурс. Раздел 5. Обработка карманов брюк — реж. Татьяна Ливанова
38. «И… конец», «Никогда» / Планета Зет — реж. Т. Иванова
39. Инрыбпром-90 — реж. Израиль Зейфман
40. И прости нам долги наши. Тайна исповеди — реж. Долорес Хмельницкая
41. Исповедь балерины / Русские берёзы — реж. Светлана Чижова
42. Кто изобретает очки… Изюмский оптико-механический завод — реж. В. Розов
43. Куем мы счастия ключи… / На что жить? — реж. Эдуард Кац
44. Купите квартиру — реж. Людмила Лазарева
45. Кымгансан — край легенд — реж. Юрий Климов, Ким Иен Гван
46. Ленинградский завод «Пирометр» сегодня и завтра — реж. И. Райзис
47. Ленинградский этюд — реж Б. Орлова
48. Ленполиграфмаш. Время и люди — реж. Б. Сорокин
49. Ленполиграфмаш представляет — реж. Б. Сорокин
50. Лечение атеросклероза — реж. Витольд Российкин
51. Маститы коров — реж. Витольд Российкин
52. Микробиология — сельскому хозяйству — реж. Г. Глазунов
53. Моя профессия пожарный / Пожарный — профессия героическая — реж. Сергей Сиваченко
54. Мы из «Калинки» — реж. Е. Зайцева
55. На 101-м километре / Нет, истина неприкосновенна — реж. Игорь Войтенко
56. На аварийной вахте / Рука, протянутая в космос
57. Над вечным покоем / Город мёртвых — реж. Валентина Матвеева
58. Наш завод / Об истории завода «Пирометр» — реж. И. Райзис
59. Наш физико-металлургический — реж. Ю. Головин
60. Неизвестный Петергоф — реж. Игорь Раев
61. Обработка сгораемых конструкций и тканей — реж. Л. Семичева
62. Огонь, вода и медные трубы / Момент истины — реж. С. Бархатова
63. Ожоговый центр — реж. В. Королёв
64. О работе совместных предприятий — реж. Евгений Аксёнов
65. Организация племенного животноводства / Отечественные породы скота — реж. Н. Лапшина
66. Основной закон зубчатого зацепления — реж. Георгий Ершов
67. От чего происходят пожары — реж. В. Черникова
68. Охрана труда в производстве никеля — реж. Ф. Шебеко
69. Парадоксы Карамзина — реж. Людмила Шахт
70. Параметрические уравнения линий и поверхностей — реж. Н. Денисьева
71. Первая буржуазно-демократическая — реж. Зинаида Крашенкова
72. Первичные средства пожаротушения — реж. В. Швец
73. Петушок и курочка (мультипликационный) — реж. Л. Гриценко
74. П. И. Чайковский. Времена года — реж. Сергей Циханович
75. Площадь — реж. Александр Слободской
76. По дорогам Ингрии / Пока звучит песня — реж. Е. Иванов
77. Пожарная безопасность отопительных бытовых печей — реж. Мухин
78. Поисково-спасательные операции на море — реж. А. Дубровский
79. Полигон — реж. Александр Сидельников
80. Потребительская кооперация в СССР
81. Правила и меры безопасности на воде — реж Б. Орлова
82. Пражский узел — реж. Альберт Мартыненко
83. Программа «жильё-2000», как она решается в Тюменавтодоре — реж. Наталья Уложенко
84. Производство и переработка семян рапса — реж. В. Черникова
85. Прорыв / Оборонная доктрина — реж. В. Гринев
86. Прорыв. Фильм третий из цикла «Новое мышление в ядерный век» — реж. В. Гринев
87. Работа локомотивов в зимних условиях — реж. Александр Мелихаров
88. Рассказы пожарного инспектора. Фильм 5. Дети и спички — реж Б. Орлова
89. Рассказы пожарного инспектора. Фильм 6. Пламя над гаражами — реж Б. Орлова
90. Рука протянутая из космоса / На аварийной вахте Коспас-Сорсат — реж. А. Дубровский
91. Русская система. Фильм второй — реж. Эльвира Соловьёва
92. Сельские подсобные производства и промыслы — реж. Эмиль Мухин
93. Синий крест — реж. Н. Лапшина
94. Славянское море. Жить в ладу — реж. Галина Михайлова
95. Случай — реж. Н. Денисьева
96. Соучастник судьбы / Максимилиан Волошин — реж. Мария Клигман
97. Становление крестьянских хозяйств — реж. Эльвира Соловьёва
98. Судовое электрооборудование
99. Схватка с огнём — реж. В. Королёв
100. Техническое обслуживание и ремонт напорных пожарных рукавов — реж. В. Мухин
101. Технология производства семян клевера — реж. Георгий Ершов
102. Топливо, которое надо сберечь / Повышение топливной экономичности — реж. С. Рахманов
103. Тракторы «Кировец» в промышленности — реж. В. Милейко
104. Туристские гостиницы ждут Вас / Отдых в туристических гостиницах Ленинградской области — реж. Александр Штаден
105. Учебный робототехнический комплекс — реж. Евгений Голубев
106. Фазовые переходы — реж. А. Муравьёв
107. Феномен доктора Цзяна — реж. Элла Короленко
108. Человек есть тайна — реж. Тамара Иовлева
109. Юные помощники пожарных — реж. Галина Богорова

## 1991—2000

### 1991
1. Аборигены Антарктики — реж. И. Юров
2. Август 1914. Фильм 1 цикла «Первая мировая война» — реж. Игорь Войтенко
3. Агрофизика и урожай — реж. Г. Глазунов
4. Александр II — реж. Константин Артюхов
5. Алмазы Якутии — реж. Валентин Венделовский
6. Андрей Рублёв. Страницы жизни — реж. И. Райзис
7. Виды и типы электромагнитных излучений — реж. В. Черникова
8. В коралловых глубинах — реж. Александр Массарский, Александр Слободской
9. Возвращённые обществу — реж. Виталий Познин
10. Где брат твой, Авель? — реж. Эдуард Кац
11. Где утолить жажду мою — реж. В. Иванов
12. Геолог в экстремальных ситуациях — реж. Александр Массарский
13. Дело Иосифа Бродского. Чёрный крестный — реж. Сергей Балакирев
14. Деревня просыпается рано — реж. Н. Лапшина
15. Другими глазами — реж. В. Швец
16. Железнодорожный вокзал — реж. В. Королёв
17. Живые покровы — реж. Тамара Иовлева
18. Жизнь без смерти. Сатпрем — реж. Н. Хотулёва
19. Звезда Полынь. Фильм 2 — реж. Валентина Гуркаленко
20. Земля Камчадалия — реж. В. Петров
21. И об Антарктиде тоже / Антарктида — среда обитания — реж. И. Юров
22. Искусство камня / Народные промыслы. Раздел 1 — реж. И. Райзис
23. Исследуем гидрокосмос — реж. Евгений Голубев
24. Как попугай Труша стал говорящим — реж. Т. Иванова
25. «Колибри» в Париже и дома — реж. Альберт Мартыненко
26. Колокола Сухоны — реж. Галина Михайлова
27. Компьютеры и мы — реж. Татьяна Ливанова
28. Красные деньги — (мультипликационный) — реж. Н. Денисьева, А. Макаров
29. Кружевная сказка — реж. Н. Степанова
30. Ку-ка-ре-ку, га-га-га — реж. С. Бархатова
31. Легенда о великом инквизиторе — реж. Мария Клигман
32. Лесная история. Лис обыкновенный / Обыкновенный Лис? — реж. Ю. Соловьёв
33. Летайте, небо ваше — реж. И. Райзис
34. Люди закона — реж. Витольд Российкин
35. Маэстро Беркутчи — реж. Юрий Климов
36. Мона с цветком — реж. С. Бархатова
37. Мы сами виноваты — реж. Сергей Сиваченко
38. На ледяном юге / Соседи по дому — реж. С. Бархатова
39. На пути к новой школе — реж. Галина Богорова
40. Обучение охране труда в агропромышленном комплексе — реж. Александр Мелихаров
41. Оленегорский ГОК — реж. Ф. Шебеко
42. Осушение заболоченных лесов России. Эффективность осушения заболоченных лесов России — реж. Е. Зайцева
43. Отец — реж. Дмитрий Делов
44. Очки 21 века — реж. В. Розов
45. Павел Корин. Русь уходящая — реж. Ю. Головин
46. Передовой опыт зимнего содержания автомобильных дорог — реж. Александр Мелихаров
47. Печечка. Русская народная сказка — (мультипликационный) — реж. Л. Гриценко
48. Полтора века / Комбинат имени Тельмана — реж. Сергей Сиваченко
49. Придонные цеолиты в АПК России — реж. Зинаида Крашенкова
50. Прыжок тигра — реж. Виталий Аксёнов
51. Путь к космическим высотам — реж. Г. Глазунов
52. Рассказ о профессии — реж Б. Орлова
53. Святый воин — реж. А. Карпушев
54. С днём рождения, Змея — реж. С. Бархатова
55. Слаборослые и интенсивные сады — реж. Игорь Раев
56. Смертью смерть поправ — реж. Долорес Хмельницкая
57. Современный рабочий в условиях ускорения НТП — реж. Валентина Ерзова
58. Такая вот Африка — реж. Евгений Голубев
59. Театр вокруг рояля — реж. Электра Владыкина, в титрах — Е. Владыкина
60. Технология изготовления бельевых трикотажных изделий — реж. Л. Бурёхина
61. Умозрение в красках — реж. Валентина Матвеева
62. Уроки изобразительного искусства — реж. Людмила Лазарева
63. Учебный робототехнологический комплекс — реж. Евгений Голубев
64. Учёные мира — Крайнему Северу — реж. В. Петров
65. Чтобы состояться — реж. Мерувет Бакенбаева
66. Экологически чистое горение в ДВС — реж. Георгий Цветков
67. Экология и автомобиль — реж. Георгий Цветков
68. Элементарные функции и комфортные отображения — реж. Ф. Шебеко
69. Энергия в живой и неживой природе — реж. Светлана Крупенко
70. Я нарисую вам… — реж. В. Швец

### 1992
1. SOS / Дом — реж. Альберт Мартыненко
2. Абразивы из Петербурга
3. Байкальские предания — реж. В. Петров
4. Белый крест на ленте полосатой — реж. Георгий Цветков
5. В травяном лесу — реж. В. Милейко
6. Вальдорфская школа — реж. Людмила Шахт
7. Вологодские, тамбовские, тверские — реж. Б. Лизнев
8. Дворец Юсуповых на Мойке — реж. Израиль Зейфман
9. Европа в огне (Вариант Ф2 «Первая мировая война») — реж. Игорь Войтенко
10. Заповедник в центре Азии — реж. Юрий Климов
11. Звезда Полынь. Фильм 2 — реж. Валентина Гуркаленко
12. Зеркало теней — реж. Мерувет Бакенбаева
13. Золотой запас человека — реж. Евгений Аксёнов
14. Канал имени Сталина — реж. В. Милейко
15. Крыша для гениев — реж. Элла Короленко
16. Лики Петра Великого — реж. Мария Клигман
17. Методы и средства диагностированная сельскохозяйственной техники — реж. Александр Мелихаров
18. Мирамбика. Мир души — реж. Н. Хотулёва
19. Миссионер танца / Найти себя — реж. Светлана Чижова
20. Моя крылатая Россия / Воздухоплавательный парк — реж. Наталья Уложенко
21. Мы из долины смерти / Рубеж совести — реж. Сергей Циханович
22. Никита Долгушин. Философия танца — реж. Тамара Иовлева
23. Новое в ветеринарной науке и практике — реж Б. Орлова
24. Обыкновенный лис / Лесная сказка — реж. Ю. Соловьёв
25. Природные цеолиты в агропромышленном комплексе России — реж. Зинаида Крашенкова
26. Производство молока для детского питания — реж Б. Орлова
27. Радиация и жизнь. Фильм 1. Радиоактивный человек в радиоактивном мире — реж. Валентина Гуркаленко
28. Радиация и жизнь. Фильм 2. Невидимые лучи — реж. Валентина Гуркаленко
29. Разноцветный лес (мультипликационный) — реж. С. Романовский
30. Североникель — реж. Ф. Шебеко
31. Сельский предприниматель — реж. Эльвира Соловьёва
32. Собор — реж. Валентина Матвеева
33. Такие обычные уроки
34. Удивительные путешественники — реж. Галина Михайлова

### 1993
1. Аграрная реформа Николая Травкина — реж. В. Петров
2. Ассоциация сельских производителей
3. Всё выше и выше — реж. Наталья Уложенко
4. Второе дыхание — реж. Светлана Чижова
5. Геологи в экстремальных условиях в тундре и лесотундре — реж. В. Швец
6. Дворец Великого князя Владимира Александровича — реж. Израиль Зейфман
7. Долго ль будет Родина больна / Спираль — реж. Долорес Хмельницкая
8. Замысел — реж. В. Ермаков
9. Индия далёкая и близкая — реж. Нариман Азимов, Виталий Познин
10. Путь радости. Ананда Марга — реж. Н. Хотулёва
11. Радиация и жизнь. Фильм 3. Домовой по имени Радон — реж. Валентина Гуркаленко
12. Радиация и жизнь. Фильм 4 — реж. Валентина Гуркаленко
13. Созижду церковь мою — реж. Наталья Уложенко
14. Экспертиза века. Тайна царской семьи — реж. Тамара Иовлева

### 1994
1. Братство любви — реж. Наталья Уложенко
2. Встреча — реж. Валентина Матвеева
3. Главное дело моей жизни (Колесо 21 века) — реж. Эмиль Мухин
4. Город Евстафия — Осташков — реж Б. Орлова
5. Красок звучные ступени / Кто поможет — реж. Мерувет Бакенбаева
6. Кутузов и Барклай / Глазами поэта — реж. Ю. Головин
7. Молитва о России / Фатима. Молитва о России — реж. Н. Хотулёва
8. Моя усадьба на болоте — реж. Игорь Раев
9. Неизвестный А. Блок / Рисунки для себя — реж. Тамара Иовлева
10. Нефрит — камень легенд / Нефритовая река — реж. Сергей Циханович
11. Обеспечение сохранности вагонного парка — реж. В. Королёв
12. Поднебесная пасека — реж. Игорь Раев
13. Российские меры — реж. Альберт Мартыненко
14. Сказка — ложь, да в ней намёк — реж. Людмила Шахт
15. Таврический дворец. Линия судьбы — реж. Светлана Чижова
16. Тайна Александрийского столпа — реж. Израиль Зейфман
17. Фестиваль IV «Послание к человеку»
18. Хлеб насущный — реж. Виталий Познин
19. Чудовище Каспийского моря — реж. В. Ермаков
20. Я жизнь предложил — реж. Элла Короленко

### 1995
1. В некотором царстве — реж. Галина Михайлова
2. Ветераны. Память сердца
3. Воспоминание о Соли — реж. М. Малич
4. Всё во мне и я во всём — реж. Мерувет Бакенбаева
5. Где бродит леший — реж. Игорь Раев
6. Грозное небо Великой войны — реж. Наталья Уложенко
7. Дворец князей Белосельских-Белозерских — реж. Израиль Зейфман
8. Екатерина Нелидова — реж. Константин Артюхов
9. Замок Надежды / По небу полуночи ангел пролетел — реж. Элла Короленко
10. И один в поле воин — реж. Эльвира Соловьёва
11. Морские наводнения на компьютере — реж. В. Петров
12. О если б совесть уберечь — реж. Долорес Хмельницкая
13. Петербургский романс. Фильм 2. Юрий Борисов — реж. Валентина Гуркаленко
14. Россия во Флоренции — реж. Н. Хотулёва
15. Служил тебе, Россия — реж Б. Орлова
16. Устоит ли Вавилон? — реж. В. Ермаков
17. Цивилизация Мальцова — реж. Галина Михайлова
18. Чудеса ботанического мира — реж. Галина Михайлова

### 1996
1. Александр Сидельников. Свидание с вечностьью / Петербургский романс. Ф. 3 — реж. Валентина Гуркаленко
2. Ангел — реж. Т. Иванова
3. Делай, как мы — реж. Тамара Иовлева
4. Лик / Иконописец — реж. Валентина Матвеева
5. Петербургский романс. Фильм 3. Свидание с вечностью — реж. Валентина Гуркаленко
6. Приручивший молнию — реж. Эмиль Мухин
7. Улыбка моей жены, Из семейного альбома — реж. В. Ермаков

### 1997
1. Ингегерд, Ирина, Анна — реж. Наталья Уложенко
2. Исповедь — реж. Тамара Иовлева
3. Лидочка — реж. Людмила Шахт
4. Машка, Сашка, Гришка, Наташка, Фильм 3 из цикла «Потомки Пушкина» — реж. Константин Артюхов
5. Наука и культура Санкт-Петербурга. Альманах № 1 — реж. Н. Алексеева, А. Воробьёв, А. Ткаля, А. Маклеров
6. Николо-морской — реж. В. Иванов
7. Поколение. История с предисловием — реж. Н. Хотулёва
8. Покос — реж. С. Гесь
9. Потешное царство. Про игрушку — реж. Людмила Лазарева
10. Приключения лягушонка — реж. Игорь Раев

### 1998
1. Гибель империи. Фильм 1 дилогии «Первая мировая война» — реж. Игорь Войтенко
2. Гибель империи. Фильм 2 дилогии «Первая мировая война» — реж. Игорь Войтенко
3. Гибель империи. Хроника событий 1-й Мировой войны. Фильм первый — реж. Игорь Войтенко
4. Гибель империи. Хроника событий 1-й Мировой войны. Фильм второй — реж. Игорь Войтенко

### 1999
1. Воспоминания Углеродика — реж. Светлана Крупенко
2. Подвиг художника — реж. Эльвира Соловьёва
3. Секреты Ириды — реж. Галина Михайлова

### 2000
1. В темнице был… — реж. Валентина Матвеева
2. Наука и культура Санкт-Петербурга. Альманах № 2 — реж. Н. Алексеева, Д. Белиев, А. Маклеров, Александр Марков
3. Павел Клушанцев — к звёздам! — реж. А. Ткаля
4. Последний канцлер. Фильм 1 — реж. Долорес Хмельницкая
5. Рюрик и его братья — реж. Валентина Гуркаленко
6. Что сказал ручейник — реж. Светлана Крупенко

## 2001—2010

### 2001
1. Десять лет спустя — реж. Галина Михайлова
2. Кто качает колыбель — реж. Валентина Матвеева
3. Наука и культура Петербурга № 3 (киноальманах) — реж. Ярослав Фомичёв
4. Последний канцлер. Фильм 2 — реж. Долорес Хмельницкая
5. Русская карта — реж. Иван Сидельников

### 2002
1. Больше, чем поэт. Вспоминая Жуковского — реж. Долорес Хмельницкая
2. Князь Олег вещий — реж. Валентина Гуркаленко
3. Колыбельная — реж. Александр Марков
4. Лётчик от Бога, из цикла «Лик современной войны» — реж. Борис Криницын
5. Надежда — реж. Валентина Матвеева
6. Ностальгия по будущему (из цикла «В папку Президента», фильм первый) — реж. Д. Беляев
7. Ностальгия по будущему (из цикла «В папку Президента») — реж. Д. Беляев
8. Русская карта-2 — реж. Иван Сидельников при участии Валентины Гуркаленко
9. С наступающим тысячелетием, Казань — реж. Юрий Захаров
10. Странная жизнь Аннибала — реж. Константин Артюхов
11. Третий обряд — реж. Ярослав Фомичёв

### 2003
1. Век Лихачева — реж. Константин Артюхов
2. Виртуальная агрессия — реж. Валентина Матвеева
3. Импульс Алфёрова. Фильм 1-й из цикла «Импульс Алфёрова» — реж. Людмила Шахт, Сергей Балакирев
4. Кого застрелил Каховский — реж. Долорес Хмельницкая
5. Невский пятачок. Невозвращенный с войны — реж. А. Петров
6. Нечаянные радости — реж. Владимир Петухов
7. Русская карта-3 — реж. Иван Сидельников
8. Тайны адалии бипунктаты — реж. Светлана Крупенко
9. Технологии для новой России (цикл «В папку Президента») — реж. Ярослав Фомичёв

### 2004
1. Команда. Фильм 2-й из цикла «Импульс Алфёрова» — реж. Людмила Шахт, Сергей Балакирев
2. Мифы северной Пальмиры — реж. Н. Данина
3. Мы глухие — реж. Николай Макаров
4. На брегу реки Фонтанки — реж. Константин Артюхов
5. Непосредственные заботы — реж. Мария Кондрикова
6. Обезьяны ни при чём? — реж. Светлана Крупенко
7. Принцессы немецкие — судьбы русские — реж. Долорес Хмельницкая

### 2005
1. Академик Павловский или Путешествие в параллельные миры — реж. В. Ермаков
2. Алексей Саврасов (новая редакция) — реж. Валентина Ерзова
3. Валерий Гаврилин. Весело на душе — реж. Валентина Гуркаленко
4. Валерий Плотников. Портреты на память — реж. В. Воробьёва
5. Девочка-рентген — реж. Анна Драницына
6. Дело Ивана Сеченова — реж. В. Ермаков
7. Египет на брегах Невы. Фильм 2-й из цикла «Мифы Северной Пальмиры» — реж. Н. Данина
8. Ледин — реж. Элла Короленко, Владимир Петухов
9. Мусоргский: "Вперед, к новым берегам! (новая редакция) — реж. Валентина Ерзова
10. Обнимая небо крепкими руками. Фильм 4-й из цикла «Моя крылатая Россия» — реж. Наталья Уложенко
11. Планета сумок — реж. Ярослав Фомичёв
12. Полёт Российского орла. Фильм 1 из цикла «Рассказывает геральдика» — реж. Виталий Познин, А. Шабров
13. Раскинулось море широко или Время собирать камни — реж. Николай Макаров
14. Русская карта-4: из сегодня в завтра — реж. Иван Сидельников
15. Студент-паук — реж. А. Новгородов
16. Французскiй домъ — реж. О. Высоцкая, Владислав Виноградов

### 2006
1. Алфёров есть Алфёров. Фильм 3-й из цикла «Импульс Алфёрова» — реж. Людмила Шахт, Сергей Балакирев
2. Вертолётчик — реж. Элла Короленко
3. Всё начинается с детства — реж. Мерувет Бакенбаева
4. Здравствуй, Макаровка — реж. Эдуард Кац
5. Мы продаём счастье — реж. Н. Большакова при участии Ярослава Фомичёва
6. Первый русский планетарий — реж. Галина Михайлова
7. Принцессы немецкие — судьбы русские. Фильм 2 — реж. Долорес Хмельницкая
8. Сибирский сказочник — реж. Константин Артюхов
9. Юкатан — реж. Юрий Захаров

### 2007
1. Аргентинское танго — реж. Элла Короленко
2. А. С. Пушкин «Евгений Онегин». Комментарии и отступления — реж. Александр Кривонос
3. А. С. Пушкин «Евгений Онегин». Читает и комментирует Валентин Непомнящий — реж. Александр Кривонос
4. Афанасий Фет — реж. Н. Кузин
5. Живая планета — реж. С. Фирсов, Д. Беляев
6. Ильдар Ханов и его храм души — реж. Юрий Захаров
7. Межозёрье — реж. А. Гладких
8. Невский путь — реж. Ярослав Фомичёв
9. Один в четырёх лицах — реж. Татьяна Денисова
10. Первая высота — реж. Андрей Павленко
11. Принцессы немецкие — судьбы русские. Фильм 3 — реж. Долорес Хмельницкая
12. Силуэты дома Анжу — реж. С. Насенкова
13. Универсум Виктора Петрика — реж. Эдуард Кац
14. Французскiй домъ — реж. О. Высоцкая, Владислав Виноградов

### 2008
1. Александро-Невская лавра. XX век — реж. Пётр Солдатенков
2. Без Солнца — реж. А. Редькин
3. Деликатес — реж. Мария Кондрикова
4. Клиника кота Васьки — реж. И. Ефремова, В. Ефремов
5. Лестница в небо — реж. С. Насенкова
6. Происхождение вещей — реж. Людмила Ролдугина
7. Русская Коста-Рика — реж. Александр Марков
8. Там, на невидимых дорожках — реж. Татьяна Денисова

### 2009
1. 500 дней, 500 ночей — реж. Анна Драницына
2. А. С. Пушкин «Повести покойного Ивана Петровича Белкина». «Станционный смотритель» — реж. Александр Кривонос
3. Вечный зов — реж. В. Лопач

### 2010
1. Зодчие города Солнца — реж. Максим Якубсон
2. История одного кадра — реж. Денис Егоров
3. Корабли застывших морей — реж. Дмитрий Коваленко
4. Ладога — неизвестное озеро — реж. Андрей Павленко
5. Мост — реж. А. Редькин
6. Первосвятители — реж. Пётр Солдатенков
7. Подвижники рядом с нами — реж. Долорес Хмельницкая
8. Пока звонит звонарь — реж. Валентина Матвеева
9. У последней черты — реж. Д. Кузьмин

## 2011—2017

### 2011
1. В барабан не бью без толку — реж. Андрей Павленко
2. К 300-летию Кунсткамеры — реж. И. Иванов
3. Ленинградка — реж. Людмила Шахт
4. Магия слова и звука — реж. А. Гладких
5. Морская сорока — реж. Сергей Циханович
6. Судьба барабанщика — реж. Д. Кузьмин
7. Шестое чувство Людвига Фаддеева — реж. Л. Никитина
8. Энергетика будущего — реж. Д. Кузьмин
9. Структура вакуума — реж. Юлиан Барышников

### 2017
1. Бианки. Портреты на фоне эпохи — реж. Сергей Циханович
2. В день Преображения — реж. Владимир Обухович

## Киножурналы
- Панорама (1986—1992)